# Circuitul ATP 2024
Circuitul ATP 2024 este circuitul mondial de tenis profesionist masculin de elită organizat de Asociația Profesioniștilor din Tenis (ATP) pentru sezonul de tenis 2024. Este cea de-a 55-a ediție a circuitului, se desfășoară între 29 decembrie 2023 și 24 noiembrie 2024 și cuprinde turneele de Grand Slam, supervizate de Federația Internațională de Tenis (ITF), ATP Finals, ATP Masters 1000, United Cup, seria ATP 500 și seria ATP 250. De asemenea, în calendarul din 2024 sunt incluse Cupa Davis (organizată de ITF), Jocurile Olimpice de vară de la Paris, Next Gen ATP Finals și Cupa Laver, însă niciunul dintre acestea din urmă nu distribuie puncte de clasament. Pentru jucătorii de simplu, clasamentul punctelor a fost mărit la toate categoriile.
Din cauza invaziei Rusiei în Ucraina în februarie 2022, rămâne în vigoare decizia organismelor de conducere ale tenisului, ATP, WTA și ITF, de a anula turneele programate pe teritoriul Rusiei și de a exclude echipele naționale ale Rusiei și Belarusului din competiții, inclusiv din turneele pe echipe. Jucătorii de tenis ruși și belaruși au putut continua să concureze pe circuite, dar nu sub steagul Rusiei și Belarusului până la o nouă notificare.
Echivalentul feminin al circuitului masculin este Circuitul WTA 2024.

## Lista cronologică a turneelor
Prezentarea cronologică arată lista turneelor din Circuitul ATP 2024, inclusiv locul de desfășurare, numărul de jucători, suprafața, categoria și finanțarea totală.
| Grand Slam       |
| Jocuri Olimpice  |
| ATP Finals       |
| ATP Masters 1000 |
| ATP Tour 500     |
| ATP Tour 250     |
| Turnee de echipă |

### Ianuarie
| Săptă mâna    | Turneu | Campioni | Finaliști | Semifinaliști                     | Sfert-finaliști                                                   |
| ------------- | --- | --- | --- | --------------------------------- | ----------------------------------------------------------------- |
| 1 ian         | United Cup Perth/Sydney, Australia United Cup Dură – 15.000.000 A$ – 18 echipe | Germania 2–1 | Polonia | Franța Australia                  | China Norvegia Serbia Grecia                                      |
| 1 ian         | Hong Kong Open Hong Kong, China ATP 250 Dură – 739.945 $ – 28S/16Q/16D Simplu – Dublu | Andrei Rubliov 6–4, 6–4 | Emil Ruusuvuori | Shang Juncheng Sebastian Ofner    | Arthur Fils Frances Tiafoe R Bautista Agut Pavel Kotov            |
| 1 ian         | Hong Kong Open Hong Kong, China ATP 250 Dură – 739.945 $ – 28S/16Q/16D Simplu – Dublu | Marcelo Arévalo Mate Pavić 7–6(7–3), 6–4 | Sander Gillé Joran Vliegen | Shang Juncheng Sebastian Ofner    | Arthur Fils Frances Tiafoe R Bautista Agut Pavel Kotov            |
| 1 ian         | Brisbane International Brisbane, Australia ATP 250 Dură – 739.945 $ – 32S/16Q/24D Simplu – Dublu | Grigor Dimitrov 7–6(7–5), 6–4 | Holger Rune | Roman Safiullin Jordan Thompson   | James Duckworth Matteo Arnaldi Rafael Nadal Rinky Hijikata        |
| 1 ian         | Brisbane International Brisbane, Australia ATP 250 Dură – 739.945 $ – 32S/16Q/24D Simplu – Dublu | Lloyd Glasspool Jean-Julien Rojer 7–6(7–3), 5–7, [12–10] | Kevin Krawietz Tim Pütz | Roman Safiullin Jordan Thompson   | James Duckworth Matteo Arnaldi Rafael Nadal Rinky Hijikata        |
| 8 ian         | Adelaide International Adelaide, Australia ATP 250 Dură – 739.945 $ – 28S/16Q/24D Simplu – Dublu | Jiří Lehečka 4–6, 6–4, 6–3 | Jack Draper | Alexander Bublik Sebastian Korda  | Tommy Paul Lorenzo Musetti Christopher O'Connell Nicolás Jarry    |
| 8 ian         | Adelaide International Adelaide, Australia ATP 250 Dură – 739.945 $ – 28S/16Q/24D Simplu – Dublu | Rajeev Ram Joe Salisbury 7–5, 5–7, [11–9] | Rohan Bopanna Matthew Ebden | Alexander Bublik Sebastian Korda  | Tommy Paul Lorenzo Musetti Christopher O'Connell Nicolás Jarry    |
| 8 ian         | Auckland Open Auckland, Noua Zeelandă ATP 250 Dură – 739.945 $ – 28S/16Q/16D Simplu – Dublu | Alejandro Tabilo 6–2, 7–5 | Taro Daniel | Ben Shelton Arthur Fils           | R Carballés Baena Alexandre Müller Daniel Altmaier Cameron Norrie |
| 8 ian         | Auckland Open Auckland, Noua Zeelandă ATP 250 Dură – 739.945 $ – 28S/16Q/16D Simplu – Dublu | Wesley Koolhof Nikola Mektić 6–3, 6–7(5–7), [10–7] | Marcel Granollers Horacio Zeballos | Ben Shelton Arthur Fils           | R Carballés Baena Alexandre Müller Daniel Altmaier Cameron Norrie |
| 14 ian 22 ian | Australian Open Melbourne, Australia Grand Slam Dură – 86.500.000 A$ 128S/128Q/64D/32X Simplu – Dublu – Mixt | Jannik Sinner 3–6, 3–6, 6–4, 6–4, 6–3 | Daniil Medvedev | Novak Djokovic Alexander Zverev   | Taylor Fritz Andrei Rubliov Hubert Hurkacz Carlos Alcaraz         |
| 14 ian 22 ian | Australian Open Melbourne, Australia Grand Slam Dură – 86.500.000 A$ 128S/128Q/64D/32X Simplu – Dublu – Mixt | Rohan Bopanna Matthew Ebden 7–6(7–0), 7–5 | Simone Bolelli Andrea Vavassori | Novak Djokovic Alexander Zverev   | Taylor Fritz Andrei Rubliov Hubert Hurkacz Carlos Alcaraz         |
| 14 ian 22 ian | Australian Open Melbourne, Australia Grand Slam Dură – 86.500.000 A$ 128S/128Q/64D/32X Simplu – Dublu – Mixt | Hsieh Su-wei Jan Zieliński 6–7(5–7), 6–4, [11–9] | Desirae Krawczyk Neal Skupski | Novak Djokovic Alexander Zverev   | Taylor Fritz Andrei Rubliov Hubert Hurkacz Carlos Alcaraz         |
| 29 ian        | Cupa Davis calificări Montreal, Canada – hard (i) Kraljevo, Serbia – zgură (i) Varaždin, Croatia – hard (i) Tatabánya, Ungaria – hard (i) Groningen, Țările de Jos – hard (i) Třinec, Republica Cehă – hard (i) Vilnius, Lituania – hard (i) Turku, Finlanda – hard (i) Taipei, Taiwan – hard (i) Rosario, Argentia – zgură Helsingborg, Suedia – hard (i) Santiago, Chile – hard | Câștigătorii rundei de calificare · Canada 3–1 · Slovacia 4–0 · Belgia 3–1 · Germania 3–2 · Țările de Jos 3–2 · Cehia 4–0 · Statele Unite 4–0 · Finlanda 3–1 · Franța 4–0 · Argentina 3–2 · Brazilia 3–1 · Chile 3–2 · | Învinșii din turul de calificare Coreea de Sud Serbia Croația Ungaria Elveția Israel Ucraina Portugalia Taipeiul Chinez Kazahstan Suedia Peru |                                   |                                                                   |
| 29 ian        | Open Sud de France Montpellier, Franța ATP 250 Dură (i) – 579.320 € – 28S/16Q/16D Simplu – Dublu | Alexander Bublik 5–7, 6–2, 6–3 | Borna Ćorić | Holger Rune Félix Auger-Aliassime | Michael Mmoh Flavio Cobolli Harold Mayot Alexander Shevchenko     |
| 29 ian        | Open Sud de France Montpellier, Franța ATP 250 Dură (i) – 579.320 € – 28S/16Q/16D Simplu – Dublu | Sadio Doumbia Fabien Reboul 6–7(5–7), 6–4, [10–6] | Albano Olivetti Sam Weissborn | Holger Rune Félix Auger-Aliassime | Michael Mmoh Flavio Cobolli Harold Mayot Alexander Shevchenko     |

### Februarie
| Săptă mâna | Turneu | Campioni                                              | Finaliști                              | Semifinaliști                       | Sfert-finaliști                                                          |
| ---------- | --- | ----------------------------------------------------- | -------------------------------------- | ----------------------------------- | ------------------------------------------------------------------------ |
| 5 feb      | Dallas Open Dallas, Statele Unite ATP 250 Dură (i) – 756.020 $ – 28S/16Q/16D Simplu – Dublu                    | Tommy Paul 7–6(7–3), 5–7, 6–3                         | Marcos Giron                           | Adrian Mannarino Ben Shelton        | Frances Tiafoe James Duckworth Jordan Thompson Dominik Koepfer           |
| 5 feb      | Dallas Open Dallas, Statele Unite ATP 250 Dură (i) – 756.020 $ – 28S/16Q/16D Simplu – Dublu                    | Max Purcell Jordan Thompson 6–4, 2–6, [10–8]          | William Blumberg Rinky Hijikata        | Adrian Mannarino Ben Shelton        | Frances Tiafoe James Duckworth Jordan Thompson Dominik Koepfer           |
| 5 feb      | Open 13 Marseille, Franța ATP 250 Dură (i) – 724.015 € – 28S/16Q/16D Simplu – Dublu                            | Ugo Humbert 6–4, 6–3                                  | Grigor Dimitrov                        | Hubert Hurkacz Karen Haceanov       | Tomáš Macháč A Davidovici Fokina Zhang Zhizhen Arthur Rinderknech        |
| 5 feb      | Open 13 Marseille, Franța ATP 250 Dură (i) – 724.015 € – 28S/16Q/16D Simplu – Dublu                            | Tomáš Macháč Zhang Zhizhen 6–3, 6–4                   | Patrik Niklas-Salminen Emil Ruusuvuori | Hubert Hurkacz Karen Haceanov       | Tomáš Macháč A Davidovici Fokina Zhang Zhizhen Arthur Rinderknech        |
| 5 feb      | Córdoba Open Córdoba, Argentina ATP 250 Zgură – 713.495 $ – 28S/16Q/16D Simplu – Dublu                         | Luciano Darderi 6–1, 6–4                              | Facundo Bagnis                         | Federico Coria Sebastián Báez       | Jaume Munar Tomás Martín Etcheverry Yannick Hanfmann Facundo Díaz Acosta |
| 5 feb      | Córdoba Open Córdoba, Argentina ATP 250 Zgură – 713.495 $ – 28S/16Q/16D Simplu – Dublu                         | Máximo González Andrés Molteni 6–4, 6–1               | Sadio Doumbia Fabien Reboul            | Federico Coria Sebastián Báez       | Jaume Munar Tomás Martín Etcheverry Yannick Hanfmann Facundo Díaz Acosta |
| 12 feb     | Rotterdam Open Rotterdam, Țările de Jos ATP 500 Dură (i) – 2.134.985 € – 32S/16Q/16D Simplu – Dublu            | Jannik Sinner 7–5, 6–4                                | Alex de Minaur                         | Tallon Griekspoor Grigor Dimitrov   | Milos Raonic Emil Ruusuvuori Alexander Shevchenko Andrei Rubliov         |
| 12 feb     | Rotterdam Open Rotterdam, Țările de Jos ATP 500 Dură (i) – 2.134.985 € – 32S/16Q/16D Simplu – Dublu            | Wesley Koolhof Nikola Mektić 6–3, 7–5                 | Robin Haase Botic van de Zandschulp    | Tallon Griekspoor Grigor Dimitrov   | Milos Raonic Emil Ruusuvuori Alexander Shevchenko Andrei Rubliov         |
| 12 feb     | Delray Beach Open Delray Beach, Statele Unite ATP 250 Dură – 642.735 $ – 28S/16Q/16D Simplu – Dublu            | Taylor Fritz 6–2, 6–3                                 | Tommy Paul                             | Marcos Giron Frances Tiafoe         | Rinky Hijikata Patrick Kypson Jordan Thompson Flavio Cobolli             |
| 12 feb     | Delray Beach Open Delray Beach, Statele Unite ATP 250 Dură – 642.735 $ – 28S/16Q/16D Simplu – Dublu            | Julian Cash Robert Galloway 5–7, 7–5, [10–2]          | Santiago González Neal Skupski         | Marcos Giron Frances Tiafoe         | Rinky Hijikata Patrick Kypson Jordan Thompson Flavio Cobolli             |
| 12 feb     | Argentina Open Buenos Aires, Argentina ATP 250 Zgură – 728.185 $ – 28S/16Q/16D Simplu – Dublu                  | Facundo Díaz Acosta 6–3, 6–4                          | Nicolás Jarry                          | Carlos Alcaraz Federico Coria       | Andrea Vavassori Tomás Martín Etcheverry Dušan Lajović Sebastián Báez    |
| 12 feb     | Argentina Open Buenos Aires, Argentina ATP 250 Zgură – 728.185 $ – 28S/16Q/16D Simplu – Dublu                  | Simone Bolelli Andrea Vavassori 6–2, 7–6(8–6)         | Horacio Zeballos Marcel Granollers     | Carlos Alcaraz Federico Coria       | Andrea Vavassori Tomás Martín Etcheverry Dušan Lajović Sebastián Báez    |
| 19 feb     | Rio Open Rio de Janeiro, Brazilia ATP Tour 500 Zgură – 2.100.230 $ – 32S/16Q/16D Simplu – Dublu                | Sebastián Báez 6–2, 6–1                               | Mariano Navone                         | Francisco Cerúndolo Cameron Norrie  | Thiago Monteiro Dušan Lajović João Fonseca Thiago Seyboth Wild           |
| 19 feb     | Rio Open Rio de Janeiro, Brazilia ATP Tour 500 Zgură – 2.100.230 $ – 32S/16Q/16D Simplu – Dublu                | Nicolás Barrientos Rafael Matos 6–4, 6–3              | Alexander Erler Lucas Miedler          | Francisco Cerúndolo Cameron Norrie  | Thiago Monteiro Dušan Lajović João Fonseca Thiago Seyboth Wild           |
| 19 feb     | Qatar Open Doha, Qatar ATP 250 Dură – 1.395.875 $ – 28S/16Q/16D Simplu – Dublu                                 | Karen Haceanov 7–6(14–12), 6–4                        | Jakub Menšík                           | Gaël Monfils Alexei Popyrin         | Andrei Rubliov Ugo Humbert Alexander Bublik Emil Ruusuvuori              |
| 19 feb     | Qatar Open Doha, Qatar ATP 250 Dură – 1.395.875 $ – 28S/16Q/16D Simplu – Dublu                                 | Jamie Murray Michael Venus 7–6(7–0), 2–6, [10–8]      | Lorenzo Musetti Lorenzo Sonego         | Gaël Monfils Alexei Popyrin         | Andrei Rubliov Ugo Humbert Alexander Bublik Emil Ruusuvuori              |
| 19 feb     | Los Cabos Open Los Cabos, Mexic ATP 250 Dură – 915.245 $ – 28S/16Q/16D Simplu – Dublu                          | Jordan Thompson 6–3, 7–6(7–4)                         | Casper Ruud                            | Alexander Zverev Stefanos Tsitsipas | Thanasi Kokkinakis Alex Michelsen Nuno Borges Aleksandar Kovacevic       |
| 19 feb     | Los Cabos Open Los Cabos, Mexic ATP 250 Dură – 915.245 $ – 28S/16Q/16D Simplu – Dublu                          | Max Purcell Jordan Thompson 7–5, 7–6(7–2)             | Gonzalo Escobar Aleksandr Nedovyesov   | Alexander Zverev Stefanos Tsitsipas | Thanasi Kokkinakis Alex Michelsen Nuno Borges Aleksandar Kovacevic       |
| 26 feb     | Dubai Tennis Championships Dubai, United Arab Emirates ATP 500 Dură – 2.941.785 $ – 32S/16Q/16D Simplu – Dublu | Ugo Humbert 6–4, 6–3                                  | Alexander Bublik                       | Daniil Medvedev Andrei Rubliov      | Alejandro Davidovich Fokina Hubert Hurkacz Jiří Lehečka Sebastian Korda  |
| 26 feb     | Dubai Tennis Championships Dubai, United Arab Emirates ATP 500 Dură – 2.941.785 $ – 32S/16Q/16D Simplu – Dublu | Tallon Griekspoor Jan-Lennard Struff 6–4, 4–6, [10–6] | Ivan Dodig Austin Krajicek             | Daniil Medvedev Andrei Rubliov      | Alejandro Davidovich Fokina Hubert Hurkacz Jiří Lehečka Sebastian Korda  |
| 26 feb     | Mexican Open Acapulco, Mexic ATP 500 Dură – 2.206.080 $ – 32S/16Q/16D Simplu – Dublu                           | Alex de Minaur 6–4, 6–4                               | Casper Ruud                            | Jack Draper Holger Rune             | Miomir Kecmanović Stefanos Tsitsipas Ben Shelton Dominik Koepfer         |
| 26 feb     | Mexican Open Acapulco, Mexic ATP 500 Dură – 2.206.080 $ – 32S/16Q/16D Simplu – Dublu                           | Hugo Nys Jan Zieliński 6–3, 6–2                       | Santiago González Neal Skupski         | Jack Draper Holger Rune             | Miomir Kecmanović Stefanos Tsitsipas Ben Shelton Dominik Koepfer         |
| 26 feb     | Chile Open Santiago, Chile ATP 250 Dură – 742.350 $ – 28S/16Q/16D Simplu – Dublu                               | Sebastián Báez 3–6, 6–0, 6–4                          | Alejandro Tabilo                       | Corentin Moutet Pedro Martínez      | Nicolás Jarry Luciano Darderi Arthur Fils Jaume Munar                    |
| 26 feb     | Chile Open Santiago, Chile ATP 250 Dură – 742.350 $ – 28S/16Q/16D Simplu – Dublu                               | Tomás Barrios Vera Alejandro Tabilo 6–2, 6–4          | Orlando Luz Matías Soto                | Corentin Moutet Pedro Martínez      | Nicolás Jarry Luciano Darderi Arthur Fils Jaume Munar                    |

### Martie
| Săptă mâna    | Turneu | Campioni                                          | Finaliști                              | Semifinaliști                    | Sfert-finaliști                                           |
| ------------- | --- | ------------------------------------------------- | -------------------------------------- | -------------------------------- | --------------------------------------------------------- |
| 4 mar 11 mar  | Indian Wells Masters Indian Wells, Statele Unite ATP 1000 Dură – 11.918.990 $ – 96S/48Q/32D Simplu – Dublu – Mixt | Carlos Alcaraz 7–6(7–5), 6–1                      | Daniil Medvedev                        | Tommy Paul Jannik Sinner         | Casper Ruud Holger Rune Jiří Lehečka Alexander Zverev     |
| 4 mar 11 mar  | Indian Wells Masters Indian Wells, Statele Unite ATP 1000 Dură – 11.918.990 $ – 96S/48Q/32D Simplu – Dublu – Mixt | Wesley Koolhof Nikola Mektić 7–6(7–2), 7–6(7–4)   | Marcel Granollers Horacio Zeballos     | Tommy Paul Jannik Sinner         | Casper Ruud Holger Rune Jiří Lehečka Alexander Zverev     |
| 4 mar 11 mar  | Indian Wells Masters Indian Wells, Statele Unite ATP 1000 Dură – 11.918.990 $ – 96S/48Q/32D Simplu – Dublu – Mixt | Storm Hunter Matthew Ebden 6–3, 6–3               | Caroline Garcia Édouard Roger-Vasselin | Tommy Paul Jannik Sinner         | Casper Ruud Holger Rune Jiří Lehečka Alexander Zverev     |
| 18 mar 25 mar | Miami Open Miami Gardens, Statele Unite ATP 1000 Dură – 8.995.555 $ – 96S/48Q/32D Simplu – Dublu                  | Jannik Sinner 6–3, 6–1                            | Grigor Dimitrov                        | Alexander Zverev Daniil Medvedev | Carlos Alcaraz Fábián Marozsán Nicolás Jarry Tomáš Macháč |
| 18 mar 25 mar | Miami Open Miami Gardens, Statele Unite ATP 1000 Dură – 8.995.555 $ – 96S/48Q/32D Simplu – Dublu                  | Rohan Bopanna Matthew Ebden 6–7(3–7), 6–3, [10–6] | Ivan Dodig Austin Krajicek             | Alexander Zverev Daniil Medvedev | Carlos Alcaraz Fábián Marozsán Nicolás Jarry Tomáš Macháč |

### Aprilie
| Săptă mâna    | Turneu | Campioni                                        | Finaliști                       | Semifinaliști                           | Sfert-finaliști                                                         |
| ------------- | --- | ----------------------------------------------- | ------------------------------- | --------------------------------------- | ----------------------------------------------------------------------- |
| 1 apr         | Turneul de la Houston Houston, Statele Unite ATP 250 Zgură – 742.350 $ – 28S/16Q/16D Simplu – Dublu         | Ben Shelton 7–5, 4–6, 6–3                       | Frances Tiafoe                  | Tomás Martín Etcheverry Luciano Darderi | Brandon Nakashima Michael Mmoh Jordan Thompson Marcos Giron             |
| 1 apr         | Turneul de la Houston Houston, Statele Unite ATP 250 Zgură – 742.350 $ – 28S/16Q/16D Simplu – Dublu         | Max Purcell Jordan Thompson 7–5, 6–1            | William Blumberg John Peers     | Tomás Martín Etcheverry Luciano Darderi | Brandon Nakashima Michael Mmoh Jordan Thompson Marcos Giron             |
| 1 apr         | Estoril Open Cascais, Portugalia ATP 250 Zgură – 579.320 € – 28S/16Q/16D Simplu – Dublu                     | Hubert Hurkacz 6–3, 6–4                         | Pedro Martínez                  | Casper Ruud Cristian Garín              | Márton Fucsovics Richard Gasquet Nuno Borges Pablo Llamas Ruiz          |
| 1 apr         | Estoril Open Cascais, Portugalia ATP 250 Zgură – 579.320 € – 28S/16Q/16D Simplu – Dublu                     | Gonzalo Escobar Aleksandr Nedovyesov 7–5, 6-2   | Sadio Doumbia Fabien Reboul     | Casper Ruud Cristian Garín              | Márton Fucsovics Richard Gasquet Nuno Borges Pablo Llamas Ruiz          |
| 1 apr         | Grand Prix Hassan II Marrakesh, Maroc ATP 250 Zgură – 579.320 € – 28S/16Q/16D Simplu – Dublu                | Matteo Berrettini 7–5, 6–2                      | Roberto Carballés Baena         | Pavel Kotov Mariano Navone              | Fabio Fognini Nicolas Moreno de Alboran Lorenzo Sonego Aleksandar Vukic |
| 1 apr         | Grand Prix Hassan II Marrakesh, Maroc ATP 250 Zgură – 579.320 € – 28S/16Q/16D Simplu – Dublu                | Harri Heliövaara Henry Patten 3–6, 6–4, [10–4]  | Alexander Erler Lucas Miedler   | Pavel Kotov Mariano Navone              | Fabio Fognini Nicolas Moreno de Alboran Lorenzo Sonego Aleksandar Vukic |
| 8 apr         | Monte-Carlo Masters Roquebrune-Cap-Martin, Franța ATP 1000 Zgură – 6.410.670 € – 56S/28Q/32D Simplu – Dublu | Stefanos Tsitsipas 6–1, 6–4                     | Casper Ruud                     | Novak Djokovic Jannik Sinner            | Alex de Minaur Ugo Humbert Karen Haceanov Holger Rune                   |
| 8 apr         | Monte-Carlo Masters Roquebrune-Cap-Martin, Franța ATP 1000 Zgură – 6.410.670 € – 56S/28Q/32D Simplu – Dublu | Sander Gillé Joran Vliegen 5–7, 6–3, [10–5]     | Marcelo Melo Alexander Zverev   | Novak Djokovic Jannik Sinner            | Alex de Minaur Ugo Humbert Karen Haceanov Holger Rune                   |
| 15 apr        | Barcelona Open Barcelona, Spania ATP 500 Zgură – 2.938.695 € – 48S/24Q/16D Simplu – Dublu                   | Casper Ruud 7–5, 6–3                            | Stefanos Tsitsipas              | Dušan Lajović Tomás Martín Etcheverry   | Facundo Díaz Acosta Arthur Fils Matteo Arnaldi Cameron Norrie           |
| 15 apr        | Barcelona Open Barcelona, Spania ATP 500 Zgură – 2.938.695 € – 48S/24Q/16D Simplu – Dublu                   | Máximo González Andrés Molteni 4–6, 6–4, [11–9] | Hugo Nys Jan Zieliński          | Dušan Lajović Tomás Martín Etcheverry   | Facundo Díaz Acosta Arthur Fils Matteo Arnaldi Cameron Norrie           |
| 15 apr        | Țiriac Open București, România ATP 250 Zgură – 651.865 € – 28S/16Q/16D Simplu – Dublu                       | Márton Fucsovics 6–4, 7–5                       | Mariano Navone                  | Grégoire Barrère Alejandro Tabilo       | Francisco Cerúndolo Pedro Martínez João Fonseca Corentin Moutet         |
| 15 apr        | Țiriac Open București, România ATP 250 Zgură – 651.865 € – 28S/16Q/16D Simplu – Dublu                       | Sadio Doumbia Fabien Reboul 6–3, 7–5            | Harri Heliövaara Henry Patten   | Grégoire Barrère Alejandro Tabilo       | Francisco Cerúndolo Pedro Martínez João Fonseca Corentin Moutet         |
| 15 apr        | BMW Open München, Germania ATP 250 Zgură – 651.865 € – 28S/16Q/16D Simplu – Dublu                           | Jan-Lennard Struff 7–5, 6–3                     | Taylor Fritz                    | Cristian Garín Holger Rune              | Alexander Zverev Jack Draper Félix Auger-Aliassime Marc-Andrea Hüsler   |
| 15 apr        | BMW Open München, Germania ATP 250 Zgură – 651.865 € – 28S/16Q/16D Simplu – Dublu                           | Yuki Bhambri Albano Olivetti 7–6(8–6), 7–6(7–5) | Andreas Mies Jan-Lennard Struff | Cristian Garín Holger Rune              | Alexander Zverev Jack Draper Félix Auger-Aliassime Marc-Andrea Hüsler   |
| 22 apr 29 apr | Madrid Open Madrid, Spania ATP 1000 Zgură – 9.017.445 € – 96S/48Q/32D Simplu – Dublu                        | Andrei Rubliov 4–6, 7–5, 7–5                    | Félix Auger-Aliassime           | Jiří Lehečka Taylor Fritz               | Jannik Sinner Daniil Medvedev Francisco Cerúndolo Carlos Alcaraz        |
| 22 apr 29 apr | Madrid Open Madrid, Spania ATP 1000 Zgură – 9.017.445 € – 96S/48Q/32D Simplu – Dublu                        | Sebastian Korda Jordan Thompson 6–3, 7–6(9–7)   | Ariel Behar Adam Pavlásek       | Jiří Lehečka Taylor Fritz               | Jannik Sinner Daniil Medvedev Francisco Cerúndolo Carlos Alcaraz        |

### Mai
| Săptă mâna   | Turneu                                                                                              | Campioni                                            | Finaliști                         | Semifinaliști                    | Sfert-finaliști                                                      |
| ------------ | --------------------------------------------------------------------------------------------------- | --------------------------------------------------- | --------------------------------- | -------------------------------- | -------------------------------------------------------------------- |
| 6 mai 13 mai | Italian Open Roma, Italia ATP 1000 Zgură – 7.877.020 € – 96S/48Q/32D Simplu – Dublu                 | Alexander Zverev 6–4, 7–5                           | Nicolás Jarry                     | Alejandro Tabilo Tommy Paul      | Zhang Zhizhen Taylor Fritz Stefanos Tsitsipas Hubert Hurkacz         |
| 6 mai 13 mai | Italian Open Roma, Italia ATP 1000 Zgură – 7.877.020 € – 96S/48Q/32D Simplu – Dublu                 | Marcel Granollers Horacio Zeballos 6–2, 6–2         | Marcelo Arévalo Mate Pavić        | Alejandro Tabilo Tommy Paul      | Zhang Zhizhen Taylor Fritz Stefanos Tsitsipas Hubert Hurkacz         |
| 20 mai       | Geneva Open Geneva, Elveția ATP 250 Zgură – 562.815 € – 28S/16Q/16D Simplu – Dublu                  | Casper Ruud 7–5, 6–3                                | Tomáš Macháč                      | Novak Djokovic Flavio Cobolli    | Tallon Griekspoor Alex Michelsen Alexander Shevchenko Sebastián Báez |
| 20 mai       | Geneva Open Geneva, Elveția ATP 250 Zgură – 562.815 € – 28S/16Q/16D Simplu – Dublu                  | Marcelo Arévalo Mate Pavić 7–6(7–2), 7–5            | Lloyd Glasspool Jean-Julien Rojer | Novak Djokovic Flavio Cobolli    | Tallon Griekspoor Alex Michelsen Alexander Shevchenko Sebastián Báez |
| 20 mai       | Lyon Open Lyon, Franța ATP 250 Zgură – 562.815 € – 28S/16Q/16D Simplu – Dublu                       | Giovanni Mpetshi Perricard 6–4, 1–6, 7–6(9–7)       | Tomás Martín Etcheverry           | Luciano Darderi Alexander Bublik | Dominik Koepfer Arthur Rinderknech Hugo Gaston Pavel Kotov           |
| 20 mai       | Lyon Open Lyon, Franța ATP 250 Zgură – 562.815 € – 28S/16Q/16D Simplu – Dublu                       | Harri Heliövaara Henry Patten 3–6, 7–6(7–4), [10–8] | Yuki Bhambri Albano Olivetti      | Luciano Darderi Alexander Bublik | Dominik Koepfer Arthur Rinderknech Hugo Gaston Pavel Kotov           |
| 27 mai 9 iun | French Open Paris, Franța Grand Slam Zgură – 24.961.000 € – 128S/128Q/64D/32X Simplu – Dublu – Mixt | Carlos Alcaraz 6–3, 2–6, 5–7, 6–1, 6–2              | Alexander Zverev                  | Casper Ruud Jannik Sinner        | Novak Djokovic Alex de Minaur Stefanos Tsitsipas Grigor Dimitrov     |
| 27 mai 9 iun | French Open Paris, Franța Grand Slam Zgură – 24.961.000 € – 128S/128Q/64D/32X Simplu – Dublu – Mixt | Marcelo Arévalo Mate Pavić 7–5, 6-3                 | Simone Bolelli Andrea Vavassori   | Casper Ruud Jannik Sinner        | Novak Djokovic Alex de Minaur Stefanos Tsitsipas Grigor Dimitrov     |
| 27 mai 9 iun | French Open Paris, Franța Grand Slam Zgură – 24.961.000 € – 128S/128Q/64D/32X Simplu – Dublu – Mixt | Laura Siegemund Édouard Roger-Vasselin 6–4, 7–5     | Desirae Krawczyk Neal Skupski     | Casper Ruud Jannik Sinner        | Novak Djokovic Alex de Minaur Stefanos Tsitsipas Grigor Dimitrov     |

### Iunie
| Săptă mâna | Turneu | Campioni                                             | Finaliști                      | Semifinaliști                     | Sfert-finaliști                                                    |
| ---------- | --- | ---------------------------------------------------- | ------------------------------ | --------------------------------- | ------------------------------------------------------------------ |
| 10 iun     | Stuttgart Open Stuttgart, Germania ATP 250 Iarbă – 812.235 € – 28S/16Q/16D Simplu – Dublu                                 | Jack Draper 3–6, 7–6(7–5), 6–4                       | Matteo Berrettini              | Brandon Nakashima Lorenzo Musetti | Jan-Lennard Struff Frances Tiafoe Alexander Bublik James Duckworth |
| 10 iun     | Stuttgart Open Stuttgart, Germania ATP 250 Iarbă – 812.235 € – 28S/16Q/16D Simplu – Dublu                                 | Rafael Matos Marcelo Melo 3–6, 6–3, [10–8]           | Julian Cash Robert Galloway    | Brandon Nakashima Lorenzo Musetti | Jan-Lennard Struff Frances Tiafoe Alexander Bublik James Duckworth |
| 10 iun     | Rosmalen Grass Court Championships 's-Hertogenbosch, Țările de Jos ATP 250 Iarbă – 767.455 € – 28S/16Q/16D Simplu – Dublu | Alex de Minaur 6–2, 6–4                              | Sebastian Korda                | Ugo Humbert Tallon Griekspoor     | Milos Raonic Gijs Brouwer Aleksandar Vukic Tommy Paul              |
| 10 iun     | Rosmalen Grass Court Championships 's-Hertogenbosch, Țările de Jos ATP 250 Iarbă – 767.455 € – 28S/16Q/16D Simplu – Dublu | Nathaniel Lammons Jackson Withrow 7–6(7–5), 7–6(7–3) | Wesley Koolhof Nikola Mektić   | Ugo Humbert Tallon Griekspoor     | Milos Raonic Gijs Brouwer Aleksandar Vukic Tommy Paul              |
| 17 iun     | Halle Open Halle, Germania ATP 500 Iarbă – 2.411.390 € – 32S/16Q/16D Simplu – Dublu                                       | Jannik Sinner 7–6(10–8), 7–6(7–2)                    | Hubert Hurkacz                 | Zhang Zhizhen Alexander Zverev    | Jan-Lennard Struff Christopher Eubanks Marcos Giron Arthur Fils    |
| 17 iun     | Halle Open Halle, Germania ATP 500 Iarbă – 2.411.390 € – 32S/16Q/16D Simplu – Dublu                                       | Simone Bolelli Andrea Vavassori 7–6(7–3), 7–6(7–5)   | Kevin Krawietz Tim Pütz        | Zhang Zhizhen Alexander Zverev    | Jan-Lennard Struff Christopher Eubanks Marcos Giron Arthur Fils    |
| 17 iun     | Queen's Club Championships Londra, Marea Britanie ATP 500 Iarbă – 2.411.390 € – 32S/16Q/16D Simplu – Dublu                | Tommy Paul 6–1, 7–6(10–8)                            | Lorenzo Musetti                | Sebastian Korda Jordan Thompson   | Jack Draper Rinky Hijikata Taylor Fritz Billy Harris               |
| 17 iun     | Queen's Club Championships Londra, Marea Britanie ATP 500 Iarbă – 2.411.390 € – 32S/16Q/16D Simplu – Dublu                | Neal Skupski Michael Venus 4–6, 7–6(7–5), [10–8]     | Taylor Fritz Karen Haceanov    | Sebastian Korda Jordan Thompson   | Jack Draper Rinky Hijikata Taylor Fritz Billy Harris               |
| 24 iun     | Mallorca Open Santa Ponsa, Spania ATP 250 Iarbă – 1.005.340 € – 28S/16Q/16D Simplu – Dublu                                | Alejandro Tabilo 6–3, 6–4                            | Sebastian Ofner                | Paul Jubb Gaël Monfils            | Ben Shelton Alex Michelsen Jakub Menšík Roberto Bautista Agut      |
| 24 iun     | Mallorca Open Santa Ponsa, Spania ATP 250 Iarbă – 1.005.340 € – 28S/16Q/16D Simplu – Dublu                                | Julian Cash Robert Galloway 6–4, 6–4                 | Diego Hidalgo Alejandro Tabilo | Paul Jubb Gaël Monfils            | Ben Shelton Alex Michelsen Jakub Menšík Roberto Bautista Agut      |
| 24 iun     | Eastbourne International Eastbourne, Marea Britanie ATP 250 Iarbă – 812.235 € – 28S/16Q/16D Simplu – Dublu                | Taylor Fritz 6–4, 6–3                                | Max Purcell                    | Aleksandar Vukic Billy Harris     | Shang Juncheng Yoshihito Nishioka Miomir Kecmanović Flavio Cobolli |
| 24 iun     | Eastbourne International Eastbourne, Marea Britanie ATP 250 Iarbă – 812.235 € – 28S/16Q/16D Simplu – Dublu                | Neal Skupski Michael Venus 4–6, 7–6(7–2), [11–9]     | Matthew Ebden John Peers       | Aleksandar Vukic Billy Harris     | Shang Juncheng Yoshihito Nishioka Miomir Kecmanović Flavio Cobolli |

### Iulie
| Săptă mâna  | Turneu                                                                                            | Campioni                                                     | Finaliști                            | Semifinaliști                                          | Sfert-finaliști                                                             |
| ----------- | ------------------------------------------------------------------------------------------------- | ------------------------------------------------------------ | ------------------------------------ | ------------------------------------------------------ | --------------------------------------------------------------------------- |
| 1 iul 8 iul | Wimbledon Londra, Marea Britanie Grand Slam Iarbă – £ – 128S/128Q/64D/32X Simplu – Dublu – Mixt   | Carlos Alcaraz 6–2, 6–2, 7–6(7–4)                            | Novak Djokovic                       | Daniil Medvedev Lorenzo Musetti                        | Jannik Sinner Tommy Paul Taylor Fritz Alex de Minaur                        |
| 1 iul 8 iul | Wimbledon Londra, Marea Britanie Grand Slam Iarbă – £ – 128S/128Q/64D/32X Simplu – Dublu – Mixt   | Harri Heliövaara Henry Patten 6–7(7–9), 7–6(10–8), 7–6(11–9) | Max Purcell Jordan Thompson          | Daniil Medvedev Lorenzo Musetti                        | Jannik Sinner Tommy Paul Taylor Fritz Alex de Minaur                        |
| 1 iul 8 iul | Wimbledon Londra, Marea Britanie Grand Slam Iarbă – £ – 128S/128Q/64D/32X Simplu – Dublu – Mixt   | Hsieh Su-wei Jan Zieliński 6–4, 6–2                          | Giuliana Olmos Santiago González     | Daniil Medvedev Lorenzo Musetti                        | Jannik Sinner Tommy Paul Taylor Fritz Alex de Minaur                        |
| 15 iul      | Hamburg Open Hamburg, Germania ATP 500 Zgură – 2.047.730 € – 32S/16Q/16D Simplu – Dublu           | Arthur Fils 6–3, 3–6, 7–6(7–1)                               | Alexander Zverev                     | Pedro Martínez Sebastián Báez                          | Zhang Zhizhen Francisco Cerúndolo Luciano Darderi Holger Rune               |
| 15 iul      | Hamburg Open Hamburg, Germania ATP 500 Zgură – 2.047.730 € – 32S/16Q/16D Simplu – Dublu           | Kevin Krawietz Tim Pütz 7–6(10–8), 6–2                       | Fabien Reboul Édouard Roger-Vasselin | Pedro Martínez Sebastián Báez                          | Zhang Zhizhen Francisco Cerúndolo Luciano Darderi Holger Rune               |
| 15 iul      | Hall of Fame Open Newport, Statele Unite ATP 250 Iarbă – 742.350 $ – 28S/16Q/16D Simplu – Dublu   | Marcos Giron 6–7(4–7), 6–3, 7–5                              | Alex Michelsen                       | Reilly Opelka Christopher Eubanks                      | Mackenzie McDonald Aleksandar Kovacevic Aleksandar Vukic Alex Bolt          |
| 15 iul      | Hall of Fame Open Newport, Statele Unite ATP 250 Iarbă – 742.350 $ – 28S/16Q/16D Simplu – Dublu   | André Göransson Sem Verbeek 6–3, 6–4                         | Robert Cash James Tracy              | Reilly Opelka Christopher Eubanks                      | Mackenzie McDonald Aleksandar Kovacevic Aleksandar Vukic Alex Bolt          |
| 15 iul      | Swedish Open Båstad, Suedia ATP 250 Zgură – 651.865 € – 28S/16Q/16D Simplu – Dublu                | Nuno Borges 6–3, 6–2                                         | Rafael Nadal                         | Thiago Agustín Tirante Duje Ajduković                  | Roberto Carballés Baena Timofey Skatov Mariano Navone Thiago Monteiro       |
| 15 iul      | Swedish Open Båstad, Suedia ATP 250 Zgură – 651.865 € – 28S/16Q/16D Simplu – Dublu                | Orlando Luz Rafael Matos 7–5, 6–4                            | Manuel Guinard Grégoire Jacq         | Thiago Agustín Tirante Duje Ajduković                  | Roberto Carballés Baena Timofey Skatov Mariano Navone Thiago Monteiro       |
| 15 iul      | Swiss Open Gstaad, Elveția ATP 250 Zgură – 651.865 € – 28S/16Q/16D Simplu – Dublu                 | Matteo Berrettini 6–3, 6–1                                   | Quentin Halys                        | Stefanos Tsitsipas Jan-Lennard Struff                  | Fabio Fognini Félix Auger-Aliassime Tomás Martín Etcheverry Gustavo Heide   |
| 15 iul      | Swiss Open Gstaad, Elveția ATP 250 Zgură – 651.865 € – 28S/16Q/16D Simplu – Dublu                 | Yuki Bhambri Albano Olivetti 3–6, 6–3, [10–6]                | Ugo Humbert Fabrice Martin           | Stefanos Tsitsipas Jan-Lennard Struff                  | Fabio Fognini Félix Auger-Aliassime Tomás Martín Etcheverry Gustavo Heide   |
| 22 iul      | Atlanta Open Atlanta, Statele Unite ATP 250 Dură – 841.590 $ – 28S/16Q/16D Simplu – Dublu         | Yoshihito Nishioka 4–6, 7–6(7–2), 6–2                        | Jordan Thompson                      | Shang Juncheng Arthur Rinderknech                      | Max Purcell AD Fokina Frances Tiafoe Mattia Bellucci                        |
| 22 iul      | Atlanta Open Atlanta, Statele Unite ATP 250 Dură – 841.590 $ – 28S/16Q/16D Simplu – Dublu         | Nathaniel Lammons Jackson Withrow 4–6, 6–4, [12–10]          | André Göransson Sem Verbeek          | Shang Juncheng Arthur Rinderknech                      | Max Purcell AD Fokina Frances Tiafoe Mattia Bellucci                        |
| 22 iul      | Austrian Open Kitzbühel Kitzbühel, Austria ATP 250 Zgură – 651.865 € – 28S/16Q/16D Simplu – Dublu | Matteo Berrettini 7–5, 6–3                                   | Hugo Gaston                          | Facundo Díaz Acosta Yannick Hanfmann                   | Sebastián Báez Pedro Martínez Thiago Seyboth Wild Nicolas Moreno de Alboran |
| 22 iul      | Austrian Open Kitzbühel Kitzbühel, Austria ATP 250 Zgură – 651.865 € – 28S/16Q/16D Simplu – Dublu | Alexander Erler Andreas Mies 6–3, 3–6, [10–6]                | Constantin Frantzen Hendrik Jebens   | Facundo Díaz Acosta Yannick Hanfmann                   | Sebastián Báez Pedro Martínez Thiago Seyboth Wild Nicolas Moreno de Alboran |
| 22 iul      | Croatia Open Umag, Croatia ATP 250 Zgură – 651.865 € – 28S/16Q/16D Simplu – Dublu                 | Francisco Cerúndolo 2–6, 6–4, 7–6(7–5)                       | Lorenzo Musetti                      | Andrei Rubliov Jakub Menšík                            | Fábián Marozsán Lorenzo Sonego Tseng Chun-hsin Dušan Lajović                |
| 22 iul      | Croatia Open Umag, Croatia ATP 250 Zgură – 651.865 € – 28S/16Q/16D Simplu – Dublu                 | Guido Andreozzi Miguel Ángel Reyes-Varela 6–4, 6–2           | Manuel Guinard Grégoire Jacq         | Andrei Rubliov Jakub Menšík                            | Fábián Marozsán Lorenzo Sonego Tseng Chun-hsin Dušan Lajović                |
| 29 iul      | Jocuri Olimpice Paris, Franța Jocuri Olimpice Zgură – 64S/32D/16X Simplu – Dublu – Mixt           | Aur                                                          | Argint                               | Bronz                                                  | Locul 4                                                                     |
| 29 iul      | Jocuri Olimpice Paris, Franța Jocuri Olimpice Zgură – 64S/32D/16X Simplu – Dublu – Mixt           | Novak Djokovic 7–6(7–3), 7–6(7–2)                            | Carlos Alcaraz                       | Lorenzo Musetti 6–4, 1–6, 6–3                          | Félix Auger-Aliassime                                                       |
| 29 iul      | Jocuri Olimpice Paris, Franța Jocuri Olimpice Zgură – 64S/32D/16X Simplu – Dublu – Mixt           | Matthew Ebden John Peers 6–7(6–8), 7–6(7–1), [10–8]          | Austin Krajicek Rajeev Ram           | Taylor Fritz Tommy Paul                                | Tomáš Macháč Adam Pavlásek                                                  |
| 29 iul      | Jocuri Olimpice Paris, Franța Jocuri Olimpice Zgură – 64S/32D/16X Simplu – Dublu – Mixt           | Kateřina Siniaková Tomáš Macháč 6–2, 5–7, [10–8]             | Wang Xinyu Zhang Zhizhen             | Gabriela Dabrowski Félix Auger-Aliassime 6–3, 7–6(7–2) | Demi Schuurs Wesley Koolhof                                                 |
| 29 iul      | Washington Open Washington, Statele Unite ATP 500 Dură – 2.100.230 $ – 48S/24Q/16D Simplu – Dublu | Sebastian Korda 4–6, 6–2, 6–0                                | Flavio Cobolli                       | Frances Tiafoe Ben Shelton                             | Andrei Rubliov Jordan Thompson Alex Michelsen Denis Șapovalov               |
| 29 iul      | Washington Open Washington, Statele Unite ATP 500 Dură – 2.100.230 $ – 48S/24Q/16D Simplu – Dublu | Nathaniel Lammons Jackson Withrow 7–5, 6–3                   | Rafael Matos Marcelo Melo            | Frances Tiafoe Ben Shelton                             | Andrei Rubliov Jordan Thompson Alex Michelsen Denis Șapovalov               |

### August
| Săptă mâna   | Turneu | Campioni                                         | Finaliști                         | Semifinaliști                    | Sfert-finaliști                                                 |
| ------------ | --- | ------------------------------------------------ | --------------------------------- | -------------------------------- | --------------------------------------------------------------- |
| 5 aug        | Canadian Open Montreal, Canada ATP 1000 Dură – 7.867.600 $ – 56S/28Q/32D Simplu – Dublu                         | Alexei Popyrin 6–2, 6–4                          | Andrei Rubliov                    | Matteo Arnaldi Sebastian Korda   | Jannik Sinner Kei Nishikori Hubert Hurkacz Alexander Zverev     |
| 5 aug        | Canadian Open Montreal, Canada ATP 1000 Dură – 7.867.600 $ – 56S/28Q/32D Simplu – Dublu                         | Marcel Granollers Horacio Zeballos 6–2, 7–6(7–4) | Rajeev Ram Joe Salisbury          | Matteo Arnaldi Sebastian Korda   | Jannik Sinner Kei Nishikori Hubert Hurkacz Alexander Zverev     |
| 12 aug       | Cincinnati Masters Mason, Statele Unite ATP 1000 Dură – 7.909.030 $ – 56S/28Q/32D Simplu – Dublu                | Jannik Sinner 7–6(7–4), 6–2                      | Frances Tiafoe                    | Alexander Zverev Holger Rune     | Andrei Rubliov Ben Shelton Hubert Hurkacz Jack Draper           |
| 12 aug       | Cincinnati Masters Mason, Statele Unite ATP 1000 Dură – 7.909.030 $ – 56S/28Q/32D Simplu – Dublu                | Marcelo Arévalo Mate Pavić 6–2, 6–4              | Mackenzie McDonald Alex Michelsen | Alexander Zverev Holger Rune     | Andrei Rubliov Ben Shelton Hubert Hurkacz Jack Draper           |
| 19 aug       | Winston-Salem Open Winston-Salem, Statele Unite ATP 250 Dură – 779.780 $ – 48S/16Q/16D Simplu – Dublu           | Lorenzo Sonego 6–0, 6–3                          | Alex Michelsen                    | David Goffin Pablo Carreño Busta | Rinky Hijikata Pavel Kotov Learner Tien Christopher Eubanks     |
| 19 aug       | Winston-Salem Open Winston-Salem, Statele Unite ATP 250 Dură – 779.780 $ – 48S/16Q/16D Simplu – Dublu           | Nathaniel Lammons Jackson Withrow 6–4, 6–3       | Julian Cash Robert Galloway       | David Goffin Pablo Carreño Busta | Rinky Hijikata Pavel Kotov Learner Tien Christopher Eubanks     |
| 26 aug 2 sep | U.S. Open New York City, Statele Unite Grand Slam Dură – 33.977.000 $ – 128S/128Q/64D/32X Simplu – Dublu – Mixt | Jannik Sinner 6–3, 6–4, 7–5                      | Taylor Fritz                      | Jack Draper Frances Tiafoe       | Daniil Medvedev Alex de Minaur Alexander Zverev Grigor Dimitrov |
| 26 aug 2 sep | U.S. Open New York City, Statele Unite Grand Slam Dură – 33.977.000 $ – 128S/128Q/64D/32X Simplu – Dublu – Mixt | Max Purcell Jordan Thompson 6–4, 7–6(7–4)        | Kevin Krawietz Tim Pütz           | Jack Draper Frances Tiafoe       | Daniil Medvedev Alex de Minaur Alexander Zverev Grigor Dimitrov |
| 26 aug 2 sep | U.S. Open New York City, Statele Unite Grand Slam Dură – 33.977.000 $ – 128S/128Q/64D/32X Simplu – Dublu – Mixt | Sara Errani Andrea Vavassori 7–6(7–0), 7–5       | Taylor Townsend Donald Young      | Jack Draper Frances Tiafoe       | Daniil Medvedev Alex de Minaur Alexander Zverev Grigor Dimitrov |

### Septembrie
| Săptă mâna   | Turneu | Campioni                                                           | Finaliști                                  | Semifinaliști                     | Sfert-finaliști                                                            |
| ------------ | --- | ------------------------------------------------------------------ | ------------------------------------------ | --------------------------------- | -------------------------------------------------------------------------- |
| 9 sep        | Turneul final al Cupei Davis Bologna, Italia Valencia, Spania Zhuhai, China Manchester, Marea Britanie Dură (i) – 16 echipe | Italia Spania Statele Unite Canada                                 | Țările de Jos Australia Germania Argentina |                                   |                                                                            |
| 16 sep       | Cupa Laver Berlin, Germania Dură (i) – $                                                                                    | Europa 13–11                                                       | Restul Lumii                               |                                   |                                                                            |
| 16 sep       | Chengdu Open Chengdu, China ATP 250 Dură – 1.269.245 $ – 28S/16Q/16D Simplu – Dublu                                         | Shang Juncheng 7–6(7–4), 6–1                                       | Lorenzo Musetti                            | Alibek Kachmazov Yannick Hanfmann | Adrian Mannarino Nicolás Jarry Pedro Martínez Alexander Bublik             |
| 16 sep       | Chengdu Open Chengdu, China ATP 250 Dură – 1.269.245 $ – 28S/16Q/16D Simplu – Dublu                                         | Sadio Doumbia Fabien Reboul 6–4, 4–6, [10–4]                       | Yuki Bhambri Albano Olivetti               | Alibek Kachmazov Yannick Hanfmann | Adrian Mannarino Nicolás Jarry Pedro Martínez Alexander Bublik             |
| 16 sep       | Hangzhou Open Hangzhou, China ATP 250 Dură (i) – 1.081.395 $ – 28S/16Q/16D Simplu – Dublu                                   | Marin Čilić 7–6(7–5), 7–6(7–5)                                     | Zhang Zhizhen                              | Brandon Nakashima Bu Yunchaokete  | Yasutaka Uchiyama Rinky Hijikata Roberto Carballés Baena Mikhail Kukushkin |
| 16 sep       | Hangzhou Open Hangzhou, China ATP 250 Dură (i) – 1.081.395 $ – 28S/16Q/16D Simplu – Dublu                                   | Jeevan Nedunchezhiyan Vijay Sundar Prashanth 4–6, 7–6(7–5), [10–7] | Constantin Frantzen Hendrik Jebens         | Brandon Nakashima Bu Yunchaokete  | Yasutaka Uchiyama Rinky Hijikata Roberto Carballés Baena Mikhail Kukushkin |
| 23 sep       | China Open Beijing, China ATP 500 Dură – 3.891.650 $ – 32S/16Q/16D Simplu – Dublu                                           | Carlos Alcaraz 6–7(6–8), 6–4, 7–6(7–3)                             | Jannik Sinner                              | Bu Yunchaokete Daniil Medvedev    | Jiří Lehečka Andrei Rubliov Flavio Cobolli Karen Haceanov                  |
| 23 sep       | China Open Beijing, China ATP 500 Dură – 3.891.650 $ – 32S/16Q/16D Simplu – Dublu                                           | Simone Bolelli Andrea Vavassori 4–6, 6–3, [10–5]                   | Harri Heliövaara Henry Patten              | Bu Yunchaokete Daniil Medvedev    | Jiří Lehečka Andrei Rubliov Flavio Cobolli Karen Haceanov                  |
| 23 sep       | Japan Open Tokyo, Japonia ATP 500 Dură (i) – 1.989.865 $ – 32S/16Q/16D Simplu – Dublu                                       | Arthur Fils 5–7, 7–6(8–6), 6–3                                     | Ugo Humbert                                | Holger Rune Tomáš Macháč          | Ben Shelton Kei Nishikori Alex Michelsen Jack Draper                       |
| 23 sep       | Japan Open Tokyo, Japonia ATP 500 Dură (i) – 1.989.865 $ – 32S/16Q/16D Simplu – Dublu                                       | Julian Cash Lloyd Glasspool 6–4, 4–6, [12–10]                      | Ariel Behar Robert Galloway                | Holger Rune Tomáš Macháč          | Ben Shelton Kei Nishikori Alex Michelsen Jack Draper                       |
| 30 sep 7 oct | Shanghai Masters Shanghai, China ATP 1000 Dură – 10.298.535 $ – 96S/48Q/32D Simplu – Dublu                                  | Jannik Sinner 7–6(7–4), 6–3                                        | Novak Djokovic                             | Tomáš Macháč Taylor Fritz         | Daniil Medvedev Carlos Alcaraz Jakub Menšík David Goffin                   |
| 30 sep 7 oct | Shanghai Masters Shanghai, China ATP 1000 Dură – 10.298.535 $ – 96S/48Q/32D Simplu – Dublu                                  | Wesley Koolhof Nikola Mektić 6–4, 6–4                              | Máximo González Andrés Molteni             | Tomáš Macháč Taylor Fritz         | Daniil Medvedev Carlos Alcaraz Jakub Menšík David Goffin                   |

### Octombrie
| Săptă mâna | Turneu                                                                                     | Campioni                                                       | Finaliști                            | Semifinaliști                        | Sfert-finaliști                                                      |
| ---------- | ------------------------------------------------------------------------------------------ | -------------------------------------------------------------- | ------------------------------------ | ------------------------------------ | -------------------------------------------------------------------- |
| 14 oct     | Almaty Open Astana, Kazakhstan ATP 250 Dură – 1.036.700 $ – 28S/16Q/16D Simplu – Dublu     | Karen Haceanov 6–2, 5–7, 6–3                                   | Gabriel Diallo                       | Aleksandar Vukic Francisco Cerúndolo | Frances Tiafoe Beibit Zhukayev Alexander Shevchenko Alejandro Tabilo |
| 14 oct     | Almaty Open Astana, Kazakhstan ATP 250 Dură – 1.036.700 $ – 28S/16Q/16D Simplu – Dublu     | Rithvik Choudary Bollipalli Arjun Kadhe 3–6, 7–6(7–3), [14–12] | Nicolás Barrientos Skander Mansouri  | Aleksandar Vukic Francisco Cerúndolo | Frances Tiafoe Beibit Zhukayev Alexander Shevchenko Alejandro Tabilo |
| 14 oct     | European Open Anvers, Belgia ATP 250 Dură (i) – 690.135 € – 28S/16Q/16D Simplu – Dublu     | Roberto Bautista Agut 7–5, 6–1                                 | Jiří Lehečka                         | Hugo Gaston Marcos Giron             | Alex de Minaur Félix Auger-Aliassime Zizou Bergs Stefanos Tsitsipas  |
| 14 oct     | European Open Anvers, Belgia ATP 250 Dură (i) – 690.135 € – 28S/16Q/16D Simplu – Dublu     | Alexander Erler Lucas Miedler 6–4, 1–6, [10–8]                 | Robert Galloway Aleksandr Nedovyesov | Hugo Gaston Marcos Giron             | Alex de Minaur Félix Auger-Aliassime Zizou Bergs Stefanos Tsitsipas  |
| 14 oct     | Stockholm Open Stockholm, Suedia ATP 250 Dură (i) – 690.135 € – 28S/16Q/16D Simplu – Dublu | Tommy Paul 6–4, 6–3                                            | Grigor Dimitrov                      | Stan Wawrinka Tallon Griekspoor      | Andrei Rubliov Miomir Kecmanović Dominic Stricker Casper Ruud        |
| 14 oct     | Stockholm Open Stockholm, Suedia ATP 250 Dură (i) – 690.135 € – 28S/16Q/16D Simplu – Dublu | Harri Heliövaara Henry Patten 7–5, 6–3                         | Petr Nouza Patrik Rikl               | Stan Wawrinka Tallon Griekspoor      | Andrei Rubliov Miomir Kecmanović Dominic Stricker Casper Ruud        |
| 21 oct     | Swiss Indoors Basel, Elveția ATP 500 Dură (i) – 2.385.100 € – 32S/16Q/16D Simplu – Dublu   | Giovanni Mpetshi Perricard 6–4, 7–6(7–4)                       | Ben Shelton                          | Arthur Fils Holger Rune              | Andrei Rubliov Stefanos Tsitsipas David Goffin Denis Shapovalov      |
| 21 oct     | Swiss Indoors Basel, Elveția ATP 500 Dură (i) – 2.385.100 € – 32S/16Q/16D Simplu – Dublu   | Jamie Murray John Peers 6–3, 7–5                               | Wesley Koolhof Nikola Mektić         | Arthur Fils Holger Rune              | Andrei Rubliov Stefanos Tsitsipas David Goffin Denis Shapovalov      |
| 21 oct     | Vienna Open Viena, Austria ATP 500 Dură (i) – 2.470.310 € – 32S/16Q/16D Simplu – Dublu     | Jack Draper 6–4, 7–5                                           | Karen Haceanov                       | Lorenzo Musetti Alex de Minaur       | Alexander Zverev Tomáš Macháč Matteo Berrettini Jakub Menšík         |
| 21 oct     | Vienna Open Viena, Austria ATP 500 Dură (i) – 2.470.310 € – 32S/16Q/16D Simplu – Dublu     | Alexander Erler Lucas Miedler 4–6, 6–3, [10–1]                 | Neal Skupski Michael Venus           | Lorenzo Musetti Alex de Minaur       | Alexander Zverev Tomáš Macháč Matteo Berrettini Jakub Menšík         |
| 28 oct     | Paris Masters Paris, Franța ATP 1000 Dură (i) – 5.950.575 € – 56S/28Q/32D Simplu – Dublu   | Alexander Zverev 6–2, 6–2                                      | Ugo Humbert                          | Holger Rune Karen Haceanov           | Alex de Minaur Stefanos Tsitsipas Grigor Dimitrov Jordan Thompson    |
| 28 oct     | Paris Masters Paris, Franța ATP 1000 Dură (i) – 5.950.575 € – 56S/28Q/32D Simplu – Dublu   | Wesley Koolhof Nikola Mektić 3–6, 6–3, [10–5]                  | Lloyd Glasspool Adam Pavlásek        | Holger Rune Karen Haceanov           | Alex de Minaur Stefanos Tsitsipas Grigor Dimitrov Jordan Thompson    |

### Noiembrie
| Săptă mâna | Turneu                                                                                   | Campioni                                      | Finaliști                             | Semifinaliști                  | Sfert-finaliști                                                          |
| ---------- | ---------------------------------------------------------------------------------------- | --------------------------------------------- | ------------------------------------- | ------------------------------ | ------------------------------------------------------------------------ |
| 4 nov      | Belgrad Open Belgrad, Serbia ATP 250 Dură (i) – 579.320 € – 28S/16Q/16D Simplu – Dublu   | Denis Șapovalov 6–4, 6–4                      | Hamad Medjedovic                      | Laslo Djere Jiří Lehečka       | Fábián Marozsán Francisco Cerúndolo Lukáš Klein Christopher O'Connell    |
| 4 nov      | Belgrad Open Belgrad, Serbia ATP 250 Dură (i) – 579.320 € – 28S/16Q/16D Simplu – Dublu   | Jamie Murray John Peers 3–6, 7–6(7–5), [11–9] | Ivan Dodig Skander Mansouri           | Laslo Djere Jiří Lehečka       | Fábián Marozsán Francisco Cerúndolo Lukáš Klein Christopher O'Connell    |
| 4 nov      | Moselle Open Metz, Franța ATP 250 Dură (i) – 579.320 € – 28S/16Q/16D Simplu – Dublu      | Benjamin Bonzi 7–6(8–6), 6–4                  | Cameron Norrie                        | Corentin Moutet Alex Michelsen | Andrei Rubliov Zizou Bergs Bu Yunchaokete Quentin Halys                  |
| 4 nov      | Moselle Open Metz, Franța ATP 250 Dură (i) – 579.320 € – 28S/16Q/16D Simplu – Dublu      | Sander Arends Luke Johnson 6–4, 3–6, [10–3]   | Pierre-Hugues Herbert Albano Olivetti | Corentin Moutet Alex Michelsen | Andrei Rubliov Zizou Bergs Bu Yunchaokete Quentin Halys                  |
| 11 nov     | ATP Finals Torino, Italia ATP Finals Dură (i) – 15.250.000 $ – 8S/8D (RR) Simplu – Dublu | Jannik Sinner 6–4, 6–4                        | Taylor Fritz                          | Casper Ruud Alexander Zverev   | Round robin Daniil Medvedev Alex de Minaur Carlos Alcaraz Andrei Rubliov |
| 11 nov     | ATP Finals Torino, Italia ATP Finals Dură (i) – 15.250.000 $ – 8S/8D (RR) Simplu – Dublu | Kevin Krawietz Tim Pütz 7–6(7–5), 7–6(8–6)    | Marcelo Arévalo Mate Pavić            | Casper Ruud Alexander Zverev   | Round robin Daniil Medvedev Alex de Minaur Carlos Alcaraz Andrei Rubliov |
| 18 nov     | Turneul final al Cupei Davis Málaga, Spania Dură (i)                                     | Italia 2–0                                    | Țările de Jos                         | Australia Germania             | Argentina Statele Unite Canada Spania                                    |

### Decembrie
| Săptă mâna | Turneu                                                                                              | Campioni | Finaliști | Semifinaliști | Sfert-finaliști |
| ---------- | --------------------------------------------------------------------------------------------------- | -------- | --------- | ------------- | --------------- |
| 16 dec     | Next Gen ATP Finals Jeddah, Arabia Saudită Next Generation ATP Finals Dură (i) – $ – 8S (RR) Simplu | · vs. ·  | · vs. ·   | ·             | ·               |

## Informații statistice
Aceste tabele prezintă numărul de titluri de simplu (S), dublu (D) și dublu mixt (X) câștigate de fiecare jucător și fiecare țară în timpul sezonului, în cadrul tuturor categoriilor de turnee ale turneului ATP 2024: turneele de Grand Slam, Jocurile Olimpice, Turneul Campionilor, ATP Tour Masters 1000, seria ATP Tour 500, seria ATP Tour 250. Jucătorii/țările sunt sortate după:
1. Numărul total de titluri (un titlu de dublu câștigat de doi jucători care reprezintă aceeași țară reprezintă o singură victorie pentru țară);
2. Importanța cumulată a acestor titluri (o victorie de Grand Slam egal cu două victorii Masters 1000, o victorie la Finala ATP egal cu o victorie Masters 1000 și jumătate, o victorie Masters 1000 egal cu două victorii de evenimente 500, o victorie de evenimente 500 egal cu două evenimente 250 câștigate);
3. Ierarhie simplu > dublu > dublu mixt;
4. Ordine alfabetică (după numele de familie al jucătorului).

| Grand Slam            |
| Jocurile Olimpice     |
| Finala ATP            |
| ATP Tour Masters 1000 |
| ATP Tour 500          |
| ATP Tour 250          |

### Titluri câștigate per jucător
| Total | Jucător                           | Grand Slam | Grand Slam | Grand Slam | Jocurile Olimpice | Jocurile Olimpice | Jocurile Olimpice | ATP Finals | ATP Finals | ATP 1000 | ATP 1000 | ATP 500 | ATP 500 | ATP 250 | ATP 250 | Total | Total | Total |
| Total | Jucător                           | S          | D          | X          | S                 | D                 | X                 | S          | D          | S        | D        | S       | D       | S       | D       | S     | D     | X     |
| ----- | --------------------------------- | ---------- | ---------- | ---------- | ----------------- | ----------------- | ----------------- | ---------- | ---------- | -------- | -------- | ------- | ------- | ------- | ------- | ----- | ----- | ----- |
| 8     | Jannik Sinner (ITA)               | ●          |            |            |                   |                   |                   | ●          |            | ●        |          | ●       |         |         |         | 8     | 0     | 0     |
| 6     | Jordan Thompson (AUS)             |            | ●          |            |                   |                   |                   |            |            |          | ●        |         |         | ●       | ●       | 1     | 5     | 0     |
| 5     | Wesley Koolhof (NED)              |            |            |            |                   |                   |                   |            |            |          | ●        |         | ●       |         | ●       | 0     | 5     | 0     |
| 5     | Nikola Mektić (CRO)               |            |            |            |                   |                   |                   |            |            |          | ●        |         | ●       |         | ●       | 0     | 5     | 0     |
| 4     | Carlos Alcaraz (ESP)              | ●          |            |            |                   |                   |                   |            |            | ●        |          | ●       |         |         |         | 4     | 0     | 0     |
| 4     | Marcelo Arévalo (ESA)             |            | ●          |            |                   |                   |                   |            |            |          | ●        |         |         |         | ●       | 0     | 4     | 0     |
| 4     | Mate Pavić (CRO)                  |            | ●          |            |                   |                   |                   |            |            |          | ●        |         |         |         | ●       | 0     | 4     | 0     |
| 4     | Andrea Vavassori (ITA)            |            |            | ●          |                   |                   |                   |            |            |          |          |         | ●       |         | ●       | 0     | 3     | 1     |
| 4     | Harri Heliövaara (FIN)            |            | ●          |            |                   |                   |                   |            |            |          |          |         |         |         | ●       | 0     | 4     | 0     |
| 4     | Henry Patten (GBR)                |            | ●          |            |                   |                   |                   |            |            |          |          |         |         |         | ●       | 0     | 4     | 0     |
| 4     | Max Purcell (AUS)                 |            | ●          |            |                   |                   |                   |            |            |          |          |         |         |         | ●       | 0     | 4     | 0     |
| 3     | Jan Zieliński (POL)               |            |            | ●          |                   |                   |                   |            |            |          |          |         | ●       |         |         | 0     | 1     | 2     |
| 3     | Matthew Ebden (AUS)               |            | ●          |            |                   | ●                 |                   |            |            |          | ●        |         |         |         |         | 0     | 3     | 0     |
| 3     | John Peers (AUS)                  |            |            |            |                   | ●                 |                   |            |            |          |          |         | ●       |         | ●       | 0     | 3     | 0     |
| 3     | Simone Bolelli (ITA)              |            |            |            |                   |                   |                   |            |            |          |          |         | ●       |         | ●       | 0     | 3     | 0     |
| 3     | Tommy Paul (USA)                  |            |            |            |                   |                   |                   |            |            |          |          | ●       |         | ●       |         | 3     | 0     | 0     |
| 3     | Julian Cash (GBR)                 |            |            |            |                   |                   |                   |            |            |          |          |         | ●       |         | ●       | 0     | 3     | 0     |
| 3     | Alexander Erler (AUT)             |            |            |            |                   |                   |                   |            |            |          |          |         | ●       |         | ●       | 0     | 3     | 0     |
| 3     | Nathaniel Lammons (USA)           |            |            |            |                   |                   |                   |            |            |          |          |         | ●       |         | ●       | 0     | 3     | 0     |
| 3     | Rafael Matos (BRA)                |            |            |            |                   |                   |                   |            |            |          |          |         | ●       |         | ●       | 0     | 3     | 0     |
| 3     | Jamie Murray (GBR)                |            |            |            |                   |                   |                   |            |            |          |          |         | ●       |         | ●       | 0     | 3     | 0     |
| 3     | Michael Venus (NZL)               |            |            |            |                   |                   |                   |            |            |          |          |         | ●       |         | ●       | 0     | 3     | 0     |
| 3     | Jackson Withrow (USA)             |            |            |            |                   |                   |                   |            |            |          |          |         | ●       |         | ●       | 0     | 3     | 0     |
| 3     | Matteo Berrettini (ITA)           |            |            |            |                   |                   |                   |            |            |          |          |         |         | ●       |         | 3     | 0     | 0     |
| 3     | Alejandro Tabilo (CHI)            |            |            |            |                   |                   |                   |            |            |          |          |         |         | ●       | ●       | 2     | 1     | 0     |
| 3     | Sadio Doumbia (FRA)               |            |            |            |                   |                   |                   |            |            |          |          |         |         |         | ●       | 0     | 3     | 0     |
| 3     | Fabien Reboul (FRA)               |            |            |            |                   |                   |                   |            |            |          |          |         |         |         | ●       | 0     | 3     | 0     |
| 2     | Rohan Bopanna (IND)               |            | ●          |            |                   |                   |                   |            |            |          | ●        |         |         |         |         | 0     | 2     | 0     |
| 2     | Tomáš Macháč (CZE)                |            |            |            |                   |                   | ●                 |            |            |          |          |         |         |         | ●       | 0     | 1     | 1     |
| 2     | Kevin Krawietz (GER)              |            |            |            |                   |                   |                   |            | ●          |          |          |         | ●       |         |         | 0     | 2     | 0     |
| 2     | Tim Pütz (GER)                    |            |            |            |                   |                   |                   |            | ●          |          |          |         | ●       |         |         | 0     | 2     | 0     |
| 2     | Alexander Zverev (GER)            |            |            |            |                   |                   |                   |            |            | ●        |          |         |         |         |         | 2     | 0     | 0     |
| 2     | Marcel Granollers (ESP)           |            |            |            |                   |                   |                   |            |            |          | ●        |         |         |         |         | 0     | 2     | 0     |
| 2     | Horacio Zeballos (ARG)            |            |            |            |                   |                   |                   |            |            |          | ●        |         |         |         |         | 0     | 2     | 0     |
| 2     | Sebastian Korda (USA)             |            |            |            |                   |                   |                   |            |            |          | ●        | ●       |         |         |         | 1     | 1     | 0     |
| 2     | Andrei Rubliov                    |            |            |            |                   |                   |                   |            |            | ●        |          |         |         | ●       |         | 2     | 0     | 0     |
| 2     | Arthur Fils (FRA)                 |            |            |            |                   |                   |                   |            |            |          |          | ●       |         |         |         | 2     | 0     | 0     |
| 2     | Sebastián Báez (ARG)              |            |            |            |                   |                   |                   |            |            |          |          | ●       |         | ●       |         | 2     | 0     | 0     |
| 2     | Alex de Minaur (AUS)              |            |            |            |                   |                   |                   |            |            |          |          | ●       |         | ●       |         | 2     | 0     | 0     |
| 2     | Jack Draper (GBR)                 |            |            |            |                   |                   |                   |            |            |          |          | ●       |         | ●       |         | 2     | 0     | 0     |
| 2     | Ugo Humbert (FRA)                 |            |            |            |                   |                   |                   |            |            |          |          | ●       |         | ●       |         | 2     | 0     | 0     |
| 2     | Giovanni Mpetshi Perricard (FRA)  |            |            |            |                   |                   |                   |            |            |          |          | ●       |         | ●       |         | 2     | 0     | 0     |
| 2     | Casper Ruud (NOR)                 |            |            |            |                   |                   |                   |            |            |          |          | ●       |         | ●       |         | 2     | 0     | 0     |
| 2     | Jan-Lennard Struff (GER)          |            |            |            |                   |                   |                   |            |            |          |          |         | ●       | ●       |         | 1     | 1     | 0     |
| 2     | Lloyd Glasspool (GBR)             |            |            |            |                   |                   |                   |            |            |          |          |         | ●       |         | ●       | 0     | 2     | 0     |
| 2     | Máximo González (ARG)             |            |            |            |                   |                   |                   |            |            |          |          |         | ●       |         | ●       | 0     | 2     | 0     |
| 2     | Lucas Miedler (AUT)               |            |            |            |                   |                   |                   |            |            |          |          |         | ●       |         | ●       | 0     | 2     | 0     |
| 2     | Andrés Molteni (ARG)              |            |            |            |                   |                   |                   |            |            |          |          |         | ●       |         | ●       | 0     | 2     | 0     |
| 2     | Neal Skupski (GBR)                |            |            |            |                   |                   |                   |            |            |          |          |         | ●       |         | ●       | 0     | 2     | 0     |
| 2     | Taylor Fritz (USA)                |            |            |            |                   |                   |                   |            |            |          |          |         |         | ●       |         | 2     | 0     | 0     |
| 2     | Karen Khachanov                   |            |            |            |                   |                   |                   |            |            |          |          |         |         | ●       |         | 2     | 0     | 0     |
| 2     | Yuki Bhambri (IND)                |            |            |            |                   |                   |                   |            |            |          |          |         |         |         | ●       | 0     | 2     | 0     |
| 2     | Robert Galloway (USA)             |            |            |            |                   |                   |                   |            |            |          |          |         |         |         | ●       | 0     | 2     | 0     |
| 2     | Albano Olivetti (FRA)             |            |            |            |                   |                   |                   |            |            |          |          |         |         |         | ●       | 0     | 2     | 0     |
| 1     | Édouard Roger-Vasselin (FRA)      |            |            | ●          |                   |                   |                   |            |            |          |          |         |         |         |         | 0     | 0     | 1     |
| 1     | Novak Djokovic (SRB)              |            |            |            | ●                 |                   |                   |            |            |          |          |         |         |         |         | 1     | 0     | 0     |
| 1     | Alexei Popyrin (AUS)              |            |            |            |                   |                   |                   |            |            | ●        |          |         |         |         |         | 1     | 0     | 0     |
| 1     | Stefanos Tsitsipas (GRE)          |            |            |            |                   |                   |                   |            |            | ●        |          |         |         |         |         | 1     | 0     | 0     |
| 1     | Sander Gillé (BEL)                |            |            |            |                   |                   |                   |            |            |          | ●        |         |         |         |         | 0     | 1     | 0     |
| 1     | Joran Vliegen (BEL)               |            |            |            |                   |                   |                   |            |            |          | ●        |         |         |         |         | 0     | 1     | 0     |
| 1     | Nicolás Barrientos (COL)          |            |            |            |                   |                   |                   |            |            |          |          |         | ●       |         |         | 0     | 1     | 0     |
| 1     | Tallon Griekspoor (NED)           |            |            |            |                   |                   |                   |            |            |          |          |         | ●       |         |         | 0     | 1     | 0     |
| 1     | Hugo Nys (MON)                    |            |            |            |                   |                   |                   |            |            |          |          |         | ●       |         |         | 0     | 1     | 0     |
| 1     | Roberto Bautista Agut (ESP)       |            |            |            |                   |                   |                   |            |            |          |          |         |         | ●       |         | 1     | 0     | 0     |
| 1     | Nuno Borges (POR)                 |            |            |            |                   |                   |                   |            |            |          |          |         |         | ●       |         | 1     | 0     | 0     |
| 1     | Alexander Bublik (KAZ)            |            |            |            |                   |                   |                   |            |            |          |          |         |         | ●       |         | 1     | 0     | 0     |
| 1     | Francisco Cerúndolo (ARG)         |            |            |            |                   |                   |                   |            |            |          |          |         |         | ●       |         | 1     | 0     | 0     |
| 1     | Marin Čilić (CRO)                 |            |            |            |                   |                   |                   |            |            |          |          |         |         | ●       |         | 1     | 0     | 0     |
| 1     | Luciano Darderi (ITA)             |            |            |            |                   |                   |                   |            |            |          |          |         |         | ●       |         | 1     | 0     | 0     |
| 1     | Facundo Díaz Acosta (ARG)         |            |            |            |                   |                   |                   |            |            |          |          |         |         | ●       |         | 1     | 0     | 0     |
| 1     | Grigor Dimitrov (BUL)             |            |            |            |                   |                   |                   |            |            |          |          |         |         | ●       |         | 1     | 0     | 0     |
| 1     | Márton Fucsovics (HUN)            |            |            |            |                   |                   |                   |            |            |          |          |         |         | ●       |         | 1     | 0     | 0     |
| 1     | Marcos Giron (USA)                |            |            |            |                   |                   |                   |            |            |          |          |         |         | ●       |         | 1     | 0     | 0     |
| 1     | Hubert Hurkacz (POL)              |            |            |            |                   |                   |                   |            |            |          |          |         |         | ●       |         | 1     | 0     | 0     |
| 1     | Jiří Lehečka (CZE)                |            |            |            |                   |                   |                   |            |            |          |          |         |         | ●       |         | 1     | 0     | 0     |
| 1     | Yoshihito Nishioka (JPN)          |            |            |            |                   |                   |                   |            |            |          |          |         |         | ●       |         | 1     | 0     | 0     |
| 1     | Shang Juncheng (CHN)              |            |            |            |                   |                   |                   |            |            |          |          |         |         | ●       |         | 1     | 0     | 0     |
| 1     | Denis Șapovalov (CAN)             |            |            |            |                   |                   |                   |            |            |          |          |         |         | ●       |         | 1     | 0     | 0     |
| 1     | Ben Shelton (USA)                 |            |            |            |                   |                   |                   |            |            |          |          |         |         | ●       |         | 1     | 0     | 0     |
| 1     | Guido Andreozzi (ARG)             |            |            |            |                   |                   |                   |            |            |          |          |         |         |         | ●       | 0     | 1     | 0     |
| 1     | Tomás Barrios Vera (CHI)          |            |            |            |                   |                   |                   |            |            |          |          |         |         |         | ●       | 0     | 1     | 0     |
| 1     | Rithvik Choudary Bollipalli (IND) |            |            |            |                   |                   |                   |            |            |          |          |         |         |         | ●       | 0     | 1     | 0     |
| 1     | Gonzalo Escobar (ECU)             |            |            |            |                   |                   |                   |            |            |          |          |         |         |         | ●       | 0     | 1     | 0     |
| 1     | André Göransson (SWE)             |            |            |            |                   |                   |                   |            |            |          |          |         |         |         | ●       | 0     | 1     | 0     |
| 1     | Arjun Kadhe (IND)                 |            |            |            |                   |                   |                   |            |            |          |          |         |         |         | ●       | 0     | 1     | 0     |
| 1     | Orlando Luz (BRA)                 |            |            |            |                   |                   |                   |            |            |          |          |         |         |         | ●       | 0     | 1     | 0     |
| 1     | Marcelo Melo (BRA)                |            |            |            |                   |                   |                   |            |            |          |          |         |         |         | ●       | 0     | 1     | 0     |
| 1     | Andreas Mies (GER)                |            |            |            |                   |                   |                   |            |            |          |          |         |         |         | ●       | 0     | 1     | 0     |
| 1     | Aleksandr Nedovyesov (KAZ)        |            |            |            |                   |                   |                   |            |            |          |          |         |         |         | ●       | 0     | 1     | 0     |
| 1     | Jeevan Nedunchezhiyan (IND)       |            |            |            |                   |                   |                   |            |            |          |          |         |         |         | ●       | 0     | 1     | 0     |
| 1     | Vijay Sundar Prashanth (IND)      |            |            |            |                   |                   |                   |            |            |          |          |         |         |         | ●       | 0     | 1     | 0     |
| 1     | Rajeev Ram (USA)                  |            |            |            |                   |                   |                   |            |            |          |          |         |         |         | ●       | 0     | 1     | 0     |
| 1     | Miguel Ángel Reyes-Varela (MEX)   |            |            |            |                   |                   |                   |            |            |          |          |         |         |         | ●       | 0     | 1     | 0     |
| 1     | Jean-Julien Rojer (NED)           |            |            |            |                   |                   |                   |            |            |          |          |         |         |         | ●       | 0     | 1     | 0     |
| 1     | Joe Salisbury (GBR)               |            |            |            |                   |                   |                   |            |            |          |          |         |         |         | ●       | 0     | 1     | 0     |
| 1     | Sem Verbeek (NED)                 |            |            |            |                   |                   |                   |            |            |          |          |         |         |         | ●       | 0     | 1     | 0     |
| 1     | Zhang Zhizhen (CHN)               |            |            |            |                   |                   |                   |            |            |          |          |         |         |         | ●       | 0     | 1     | 0     |

### Titluri câștigate per țară
| Total | Țară                 | Grand Slam | Grand Slam | Grand Slam | Jocurile Olimpice | Jocurile Olimpice | Jocurile Olimpice | ATP Finals | ATP Finals | ATP 1000 | ATP 1000 | ATP 500 | ATP 500 | ATP 250 | ATP 250 | Total | Total | Total |
| Total | Țară                 | S          | D          | X          | S                 | D                 | X                 | S          | D          | S        | D        | S       | D       | S       | D       | S     | D     | X     |
| ----- | -------------------- | ---------- | ---------- | ---------- | ----------------- | ----------------- | ----------------- | ---------- | ---------- | -------- | -------- | ------- | ------- | ------- | ------- | ----- | ----- | ----- |
| 17    | Italia (ITA)         | 2          |            | 1          |                   |                   |                   | 1          |            | 3        |          | 2       | 2       | 5       | 1       | 13    | 3     | 1     |
| 17    | Marea Britanie (GBR) |            | 1          |            |                   |                   |                   |            |            |          |          | 1       | 3       | 1       | 11      | 2     | 15    | 0     |
| 16    | Statele Unite (USA)  |            |            |            |                   |                   |                   |            |            |          | 1        | 2       | 1       | 6       | 6       | 8     | 8     | 0     |
| 14    | Australia (AUS)      |            | 2          |            |                   | 1                 |                   |            |            | 1        | 2        | 1       | 1       | 2       | 4       | 4     | 10    | 0     |
| 13    | Franța (FRA)         |            |            | 1          |                   |                   |                   |            |            |          |          | 4       |         | 3       | 5       | 7     | 5     | 1     |
| 10    | Croația (CRO)        |            | 1          |            |                   |                   |                   |            |            |          | 4        |         | 1       | 1       | 3       | 1     | 9     | 0     |
| 9     | Țările de Jos (NED)  |            |            |            |                   |                   |                   |            |            |          | 3        |         | 2       |         | 4       | 0     | 9     | 0     |
| 9     | Argentina (ARG)      |            |            |            |                   |                   |                   |            |            |          | 2        | 1       | 1       | 3       | 2       | 4     | 5     | 0     |
| 7     | Spania (ESP)         | 2          |            |            |                   |                   |                   |            |            | 1        | 2        | 1       |         | 1       |         | 5     | 2     | 0     |
| 7     | Germania (GER)       |            |            |            |                   |                   |                   |            | 1          | 2        |          |         | 2       | 1       | 1       | 3     | 4     | 0     |
| 6     | India (IND)          |            | 1          |            |                   |                   |                   |            |            |          | 1        |         |         |         | 4       | 0     | 6     | 0     |
| 4     | Polonia (POL)        |            |            | 2          |                   |                   |                   |            |            |          |          |         | 1       | 1       |         | 1     | 1     | 2     |
| 4     | El Salvador (ESA)    |            | 1          |            |                   |                   |                   |            |            |          | 1        |         |         |         | 2       | 0     | 4     | 0     |
| 4     | Finlanda (FIN)       |            | 1          |            |                   |                   |                   |            |            |          |          |         |         |         | 3       | 0     | 4     | 0     |
| 3     | Cehia (CZE)          |            |            |            |                   |                   | 1                 |            |            |          |          |         |         | 1       | 1       | 1     | 1     | 1     |
| 3     | Austria (AUT)        |            |            |            |                   |                   |                   |            |            |          |          |         | 1       |         | 2       | 0     | 3     | 0     |
| 3     | Brazilia (BRA)       |            |            |            |                   |                   |                   |            |            |          |          |         | 1       |         | 2       | 0     | 3     | 0     |
| 3     | Noua Zeelandă (NZL)  |            |            |            |                   |                   |                   |            |            |          |          |         | 1       |         | 2       | 0     | 3     | 0     |
| 3     | Chile (CHI)          |            |            |            |                   |                   |                   |            |            |          |          |         |         | 2       | 1       | 2     | 1     | 0     |
| 2     | Norvegia (NOR)       |            |            |            |                   |                   |                   |            |            |          |          | 1       |         | 1       |         | 2     | 0     | 0     |
| 2     | China (CHN)          |            |            |            |                   |                   |                   |            |            |          |          |         |         | 1       | 1       | 1     | 1     | 0     |
| 2     | Kazahstan (KAZ)      |            |            |            |                   |                   |                   |            |            |          |          |         |         | 1       | 1       | 1     | 1     | 0     |
| 1     | Serbia (SRB)         |            |            |            | 1                 |                   |                   |            |            |          |          |         |         |         |         | 1     | 0     | 0     |
| 1     | Grecia (GRE)         |            |            |            |                   |                   |                   |            |            | 1        |          |         |         |         |         | 1     | 0     | 0     |
| 1     | Belgia (BEL)         |            |            |            |                   |                   |                   |            |            |          | 1        |         |         |         |         | 0     | 1     | 0     |
| 1     | Columbia (COL)       |            |            |            |                   |                   |                   |            |            |          |          |         | 1       |         |         | 0     | 1     | 0     |
| 1     | Monaco (MON)         |            |            |            |                   |                   |                   |            |            |          |          |         | 1       |         |         | 0     | 1     | 0     |
| 1     | Bulgaria (BUL)       |            |            |            |                   |                   |                   |            |            |          |          |         |         | 1       |         | 1     | 0     | 0     |
| 1     | Canada (CAN)         |            |            |            |                   |                   |                   |            |            |          |          |         |         | 1       |         | 1     | 0     | 0     |
| 1     | Ungaria (HUN)        |            |            |            |                   |                   |                   |            |            |          |          |         |         | 1       |         | 1     | 0     | 0     |
| 1     | Japonia (JPN)        |            |            |            |                   |                   |                   |            |            |          |          |         |         | 1       |         | 1     | 0     | 0     |
| 1     | Portugalia (POR)     |            |            |            |                   |                   |                   |            |            |          |          |         |         | 1       |         | 1     | 0     | 0     |
| 1     | Ecuador (ECU)        |            |            |            |                   |                   |                   |            |            |          |          |         |         |         | 1       | 0     | 1     | 0     |
| 1     | Mexic (MEX)          |            |            |            |                   |                   |                   |            |            |          |          |         |         |         | 1       | 0     | 1     | 0     |
| 1     | Suedia (SWE)         |            |            |            |                   |                   |                   |            |            |          |          |         |         |         | 1       | 0     | 1     | 0     |

### Informații despre titluri
Următorii jucători au câștigat primul lor titlu din circuitul principal la simplu, dublu sau dublu mixt:
Simplu
- Alejandro Tabilo (26 ani, 225 zile) – Auckland (tabloul principal)
- Jiří Lehečka (22 ani, 66 zile) – Adelaide (tabloul principal)
- Luciano Darderi (21 ani, 362 zile) – Córdoba (tabloul principal)
- Facundo Díaz Acosta (23 ani, 65 zile) – Buenos Aires (tabloul principal)
- Jordan Thompson (29 ani, 311 zile) – Los Cabos (tabloul principal)
- Jan-Lennard Struff (33 ani, 362 zile) – Munchen (tabloul principal)
- Giovanni Mpetshi Perricard (20 ani, 322 zile) – Lyon (tabloul principal)
- Jack Draper (22 ani, 177 zile) – Stuttgart (tabloul principal)
- Nuno Borges (27 ani, 153 zile) – Båstad (tabloul principal)
- Marcos Giron (30 ani, 363 zile) – Newport (tabloul principal)

Dublu
- Tomáš Macháč (23 ani, 121 zile) – Marseille (tabloul principal)
- Zhang Zhizhen (27 ani, 118 zile) – Marseille (tabloul principal)
- Julian Cash (27 ani, 174 zile) – Delray Beach (tabloul principal)
- Robert Galloway (31 ani, 148 zile) – Delray Beach (tabloul principal)
- Nicolás Barrientos (36 ani, 307 zile) – Rio de Janeiro (tabloul principal)
- Tomás Barrios Vera (26 ani, 142 zile) – Santiago (tabloul principal)
- Alejandro Tabilo (26 ani, 274 zile) – Santiago (tabloul principal)
- Henry Patten (27 ani, 336 zile) – Marrakesh (tabloul principal)
- Albano Olivetti (32 ani, 149 zile) – Munich (tabloul principal)
- Sebastian Korda (23 ani, 304 zile) – Madrid (tabloul principal)
- Orlando Luz (26 ani, 164 zile) – Båstad (tabloul principal)
- Sem Verbeek (30 ani, 100 zile) – Newport (tabloul principal)

Mixt
- Jan Zieliński (27 ani, 70 zile) – Australian Open (tabloul principal)
- Édouard Roger-Vasselin (40 ani, 191 zile) – French Open (tabloul principal)

### Cel mai bun clasament
Următorii jucători și-au atins cea mai înaltă poziție în clasament din carieră în acest sezon în top 50 (jucătorii care și-au făcut debutul în top 10 sunt indicați cu caractere îngroșate):
Simplu
- Roman Safiullin (a ajuns pe locul Nr. 36 la 8 ianuarie)
- Sebastian Ofner (a ajuns pe locul Nr. 37 la 8 ianuarie)
- Jiří Lehečka (a ajuns pe locul Nr. 23 la 15 ianuarie)
- Adrian Mannarino (a ajuns pe locul Nr. 17 la 29 ianuarie)
- Tomás Martín Etcheverry (a ajuns pe locul Nr. 27 la 12 februarie)
- Alexander Shevchenko (a ajuns pe locul Nr. 45 la 19 februarie)
- Dominik Koepfer (a ajuns pe locul Nr. 49 la 4 martie)
- Ugo Humbert (a ajuns pe locul Nr. 13 la 15 aprilie)
- Facundo Díaz Acosta (a ajuns pe locul Nr. 47 la 22 aprilie)
- Alexander Bublik (a ajuns pe locul Nr. 17 la 6 mai)
- Fábián Marozsán (a ajuns pe locul Nr. 36 la 6 mai)
- Nicolás Jarry (a ajuns pe locul Nr. 16 la 20 mai)
- Jannik Sinner (a ajuns pe locul No. 1 la 10 iunie)
- Mariano Navone (a ajuns pe locul Nr. 29 la 10 iunie)
- Tomáš Macháč (a ajuns pe locul Nr. 33 la 10 iunie)
- Pavel Kotov (a ajuns pe locul Nr. 50 la 17 iunie)
- Sebastián Báez (a ajuns pe locul Nr. 18 la 24 iunie)
- Alejandro Tabilo (a ajuns pe locul Nr. 19 la 1 iulie)
- Alex de Minaur (a ajuns pe locul Nr. 6 la 15 iulie)
- Giovanni Mpetshi Perricard (a ajuns pe locul Nr. 44 la 15 iulie)
- Arthur Fils (a ajuns pe locul Nr. 20 la 22 iulie)
- Zhizhen Zhang (a ajuns pe locul Nr. 31 la 22 iulie)
- Hubert Hurkacz (a ajuns pe locul Nr. 6 la 5 august)
- Luciano Darderi (a ajuns pe locul Nr. 32 la 5 august)
- Marcos Giron (a ajuns pe locul Nr. 37 la 5 august)
- Sebastian Korda (a ajuns pe locul Nr. 15 la 12 august)
- Alexei Popyrin (a ajuns pe locul Nr. 23 la 12 august)
- Matteo Arnaldi (a ajuns pe locul Nr. 30 la 12 august)
- Flavio Cobolli (a ajuns pe locul Nr. 31 la 12 august)
- Ben Shelton (a ajuns pe locul Nr. 13 la 19 august)
- Jack Draper (a ajuns pe locul Nr. 20 la 9 septembrie)
- Jordan Thompson (a ajuns pe locul Nr. 29 la 9 septembrie)
- Nuno Borges (a ajuns pe locul Nr. 30 la 9 septembrie)
- Alex Michelsen (a ajuns pe locul Nr. 47 la 9 septembrie)
- Brandon Nakashima (a ajuns pe locul Nr. 36 la 23 septembrie)

Dublu
- Rohan Bopanna (a ajuns pe locul Nr. 1 la 29 ianuarie)
- Matthew Ebden (a ajuns pe locul Nr. 2 la 29 ianuarie)
- Jackson Withrow (a ajuns pe locul Nr. 16 la 19 februarie)
- Matthew Ebden (a ajuns pe locul Nr. 1 la 26 februarie)
- Sadio Doumbia (a ajuns pe locul Nr. 30 la 4 martie)
- Nicolás Barrientos (a ajuns pe locul Nr. 47 la 22 aprilie)
- Marcel Granollers (a ajuns pe locul Nr. 1 la 6 mai)
- Horacio Zeballos (a ajuns pe locul Nr. 1 la 6 mai)
- Ariel Behar (a ajuns pe locul Nr. 34 la 6 mai)
- Adam Pavlásek (a ajuns pe locul Nr. 34 la 20 mai)
- Aleksandr Nedovyesov (a ajuns pe locul Nr. 38 la 20 mai)
- Robert Galloway (a ajuns pe locul Nr. 35 la 1 iulie)
- Andrea Vavassori (a ajuns pe locul Nr. 9 la 15 iulie)
- Julian Cash (a ajuns pe locul Nr. 38 la 15 iulie)
- Zhizhen Zhang (a ajuns pe locul Nr. 47 la 15 iulie)
- Albano Olivetti (a ajuns pe locul Nr. 40 la 22 iulie)
- Hendrik Jebens (a ajuns pe locul Nr. 45 la 5 august)
- Tomáš Macháč (a ajuns pe locul Nr. 50 la 5 august)
- Constantin Frantzen (a ajuns pe locul Nr. 45 la 12 august)
- Henry Patten (a ajuns pe locul Nr. 12 la 19 august)
- Marcelo Arévalo (a ajuns pe locul Nr. 4 la 9 septembrie)
- Jordan Thompson (a ajuns pe locul Nr. 7 la 9 septembrie)
- Max Purcell (a ajuns pe locul Nr. 8 la 9 septembrie)
- Nathaniel Lammons (a ajuns pe locul Nr. 20 la 9 septembrie)
- Fabien Reboul (a ajuns pe locul Nr. 28 la 9 septembrie)
- Yuki Bhambri (a ajuns pe locul Nr. 42 la 23 septembrie)

## Clasament ATP
Acestea sunt clasamentele ATP ale primilor 20 de jucători de simplu și dublu la data actuală a sezonului 2024.
| Clasament ATP (simplu), la data de 28 iulie 2025 | Clasament ATP (simplu), la data de 28 iulie 2025 | Clasament ATP (simplu), la data de 28 iulie 2025 | Clasament ATP (simplu), la data de 28 iulie 2025 | Clasament ATP (simplu), la data de 28 iulie 2025 |
| #                                                | Jucător                                          | Puncte                                           | Mod.                                             |                                                  |
| ------------------------------------------------ | ------------------------------------------------ | ------------------------------------------------ | ------------------------------------------------ | ------------------------------------------------ |
| 1                                                | Jannik Sinner (ITA)                              | 12.030                                           | ▬                                                |                                                  |
| 2                                                | Carlos Alcaraz (ESP)                             | 8.600                                            | ▬                                                |                                                  |
| 3                                                | Alexander Zverev (GER)                           | 6.310                                            | ▬                                                |                                                  |
| 4                                                | Taylor Fritz (USA)                               | 5.135                                            | ▬                                                |                                                  |
| 5                                                | Jack Draper (GBR)                                | 4.650                                            | ▬                                                |                                                  |
| 6                                                | Novak Djokovic (SRB)                             | 4.130                                            | ▬                                                |                                                  |
| 7                                                | Ben Shelton (USA)                                | 3.520                                            | ▲ 1                                              |                                                  |
| 8                                                | Alex de Minaur (AUS)                             | 3.335                                            | ▲ 5                                              |                                                  |
| 9                                                | Holger Rune (DEN)                                | 3.250                                            | ▬                                                |                                                  |
| 10                                               | Lorenzo Musetti (ITA)                            | 3.195                                            | ▼ 3                                              |                                                  |
| 11                                               | Andrei Rubliov                                   | 3.110                                            | ▼ 1                                              |                                                  |
| 12                                               | Frances Tiafoe (USA)                             | 2.990                                            | ▼ 1                                              |                                                  |
| 13                                               | Casper Ruud (NOR)                                | 2.905                                            | ▼ 1                                              |                                                  |
| 14                                               | Daniil Medvedev                                  | 2.720                                            | ▬                                                |                                                  |
| 15                                               | Tommy Paul (USA)                                 | 2.620                                            | ▲ 1                                              |                                                  |
| 16                                               | Karen Haceanov                                   | 2.590                                            | ▲ 1                                              |                                                  |
| 17                                               | Flavio Cobolli (ITA)                             | 2.385                                            | ▲ 1                                              |                                                  |
| 18                                               | Jakub Menšík (CZE)                               | 2.362                                            | ▼ 1                                              |                                                  |
| 19                                               | Alejandro Davidovici Fokina (ESP)                | 2.225                                            | ▲ 7                                              |                                                  |
| 20                                               | Grigor Dimitrov (BUL)                            | 2.155                                            | ▲ 1                                              |                                                  |

| Clasament ATP (dublu) la data de 28 iulie 2025 | Clasament ATP (dublu) la data de 28 iulie 2025 | Clasament ATP (dublu) la data de 28 iulie 2025 | Clasament ATP (dublu) la data de 28 iulie 2025 | Clasament ATP (dublu) la data de 28 iulie 2025 |
| #                                              | Jucător                                        | Puncte                                         | Mod.                                           |                                                |
| ---------------------------------------------- | ---------------------------------------------- | ---------------------------------------------- | ---------------------------------------------- | ---------------------------------------------- |
| 1                                              | Marcelo Arévalo (ESA)                          | 8.595                                          | ▬                                              |                                                |
| =                                              | Mate Pavić (CRO)                               | 8.595                                          | ▬                                              |                                                |
| 3                                              | Lloyd Glasspool (GBR)                          | 7.120                                          | ▬                                              |                                                |
| 4                                              | Julian Cash (GBR)                              | 6.615                                          | ▬                                              |                                                |
| 5                                              | Harri Heliövaara (FIN)                         | 6.420                                          | ▬                                              |                                                |
| =                                              | Henry Patten (GBR)                             | 6.420                                          | ▬                                              |                                                |
| 7                                              | Marcel Granollers (ESP)                        | 6.135                                          | ▲ 2                                            |                                                |
| 8                                              | Horacio Zeballos (ARG)                         | 6.135                                          | ▲ 2                                            |                                                |
| 9                                              | Kevin Krawietz (GER)                           | 5.835                                          | ▼ 2                                            |                                                |
| 10                                             | Tim Pütz (GER)                                 | 5.835                                          | ▼ 2                                            |                                                |
| 11                                             | Simone Bolelli (ITA)                           | 4.940                                          | ▲ 1                                            |                                                |
| 12                                             | Andrea Vavassori (ITA)                         | 4.940                                          | ▲ 2                                            |                                                |
| 13                                             | Nikola Mektić (CRO)                            | 4.670                                          | ▼ 2                                            |                                                |
| 14                                             | Neal Skupski (GBR)                             | 4.620                                          | ▼ 1                                            |                                                |
| 15                                             | Jordan Thompson (AUS)                          | 4.375                                          | ▬                                              |                                                |
| 16                                             | Joe Salisbury (GBR)                            | 4.200                                          | ▬                                              |                                                |
| 17                                             | Christian Harrison (USA)                       | 3.655                                          | ▬                                              |                                                |
| 18                                             | Evan King (USA)                                | 3.561                                          | ▬                                              |                                                |
| 19                                             | Edouard Roger-Vasselin (FRA)                   | 3.375                                          | ▲ 2                                            |                                                |
| 20                                             | Hugo Nys (MON)                                 | 3.130                                          | ▬                                              |                                                |

#### Jucători Nr. 1 la simplu
| Jucător              | Dată start          | Dată stop    |
| -------------------- | ------------------- | ------------ |
| Novak Djokovic (SRB) | Finalul anului 2023 | 9 iunie 2024 |
| Jannik Sinner (ITA)  | 10 iunie 2024       | prezent      |

#### Jucători Nr. 1 la dublu
| Jucător                                          | Dată start          | Dată stop         |
| ------------------------------------------------ | ------------------- | ----------------- |
| Austin Krajicek (USA)                            | Finalul anului 2023 | 28 ianuarie 2024  |
| Rohan Bopanna (IND)                              | 29 ianuarie 2024    | 25 februarie 2024 |
| Matthew Ebden (AUS)                              | 26 februarie 2024   | 3 martie 2024     |
| Rohan Bopanna (IND)                              | 4 martie 2024       | 17 martie 2024    |
| Austin Krajicek (USA)                            | 18 martie 2024      | 31 martie 2024    |
| Rohan Bopanna (IND)                              | 1 aprilie 2024      | 14 aprilie 2024   |
| Matthew Ebden (AUS)                              | 15 aprilie 2024     | 5 mai 2024        |
| Marcel Granollers (ESP) · Horacio Zeballos (ARG) | 6 mai 2024          | 9 iunie 2024      |
| Matthew Ebden (AUS)                              | 10 iunie 2024       | 14 iulie 2024     |
| Marcel Granollers (ESP) · Horacio Zeballos (ARG) | 15 iulie 2024       | 10 noiembrie 2024 |
| Marcelo Arévalo (ESA) · Mate Pavić (CRO)         | 11 noiembrie 2024   | prezent           |

## Cele mai mari premii în bani în 2024
| Premii în US$ la data de 11 noiembrie 2024 | Premii în US$ la data de 11 noiembrie 2024 | Premii în US$ la data de 11 noiembrie 2024 | Premii în US$ la data de 11 noiembrie 2024 | Premii în US$ la data de 11 noiembrie 2024 | Premii în US$ la data de 11 noiembrie 2024 |
| #                                          | Jucător                                    | Simplu                                     | Dublu                                      | Total în 2024                              |                                            |
| ------------------------------------------ | ------------------------------------------ | ------------------------------------------ | ------------------------------------------ | ------------------------------------------ | ------------------------------------------ |
| 1                                          | Jannik Sinner                              | $12,032,935                                | $32,114                                    | $12,065,049                                |                                            |
| 2                                          | Carlos Alcaraz                             | $9,122,838                                 | $0                                         | $9,122,838                                 |                                            |
| 3                                          | Alexander Zverev                           | $7,318,906                                 | $155,697                                   | $7,474,603                                 |                                            |
| 4                                          | Daniil Medvedev                            | $4,845,510                                 | $42,746                                    | $4,888,256                                 |                                            |
| 5                                          | Taylor Fritz                               | $4,668,186                                 | $90,609                                    | $4,758,795                                 |                                            |
| 6                                          | Novak Djokovic                             | $4,421,915                                 | $0                                         | $4,421,915                                 |                                            |
| 7                                          | Casper Ruud                                | $3,886,351                                 | $54,956                                    | $3,941,307                                 |                                            |
| 8                                          | Andrei Rubliov                             | $3,736,753                                 | $63,063                                    | $3,799,816                                 |                                            |
| 9                                          | Alex de Minaur                             | $3,710,718                                 | $38,328                                    | $3,749,046                                 |                                            |
| 10                                         | Stefanos Tsitsipas                         | $3,392,603                                 | $135,821                                   | $3,528,424                                 |                                            |

## Retrageri
Următoarea este o listă a jucătorilor remarcabili (câștigători ai unui titlu din circuitul principal și/sau care au făcut parte din top 100 ATP la simplu sau top 100 la dublu, timp de cel puțin o săptămână) care și-au anunțat retragerea din tenisul profesionist, au devenit inactivi (după ce nu au jucat mai mult de 52 de săptămâni) sau au fost excluși definitiv din circuit în timpul sezonului 2024:

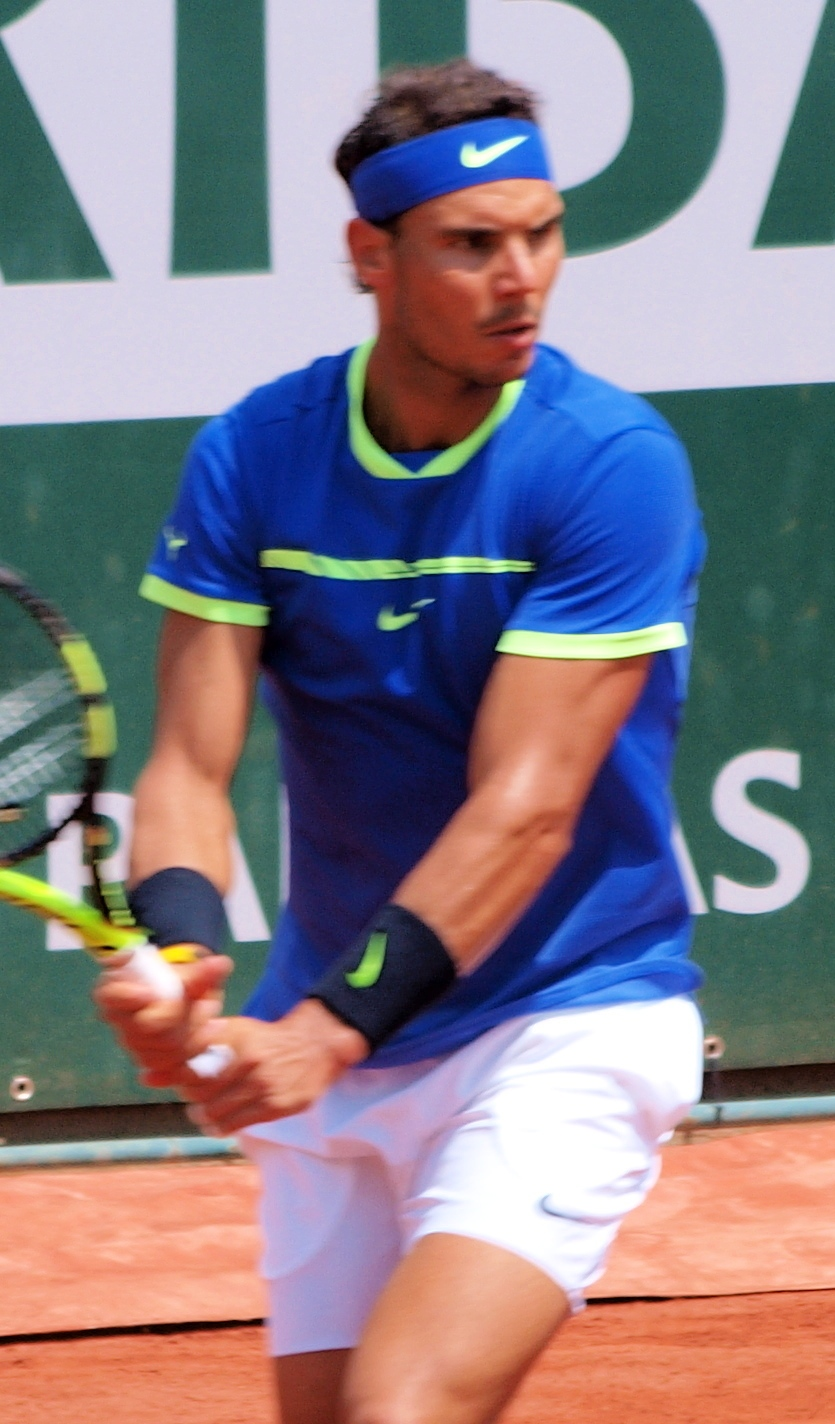
Fostul nr. 1 mondial Rafael Nadal, de 22 de ori campion major, și-a anunțat retragerea în finala Cupei Davis din 2024.

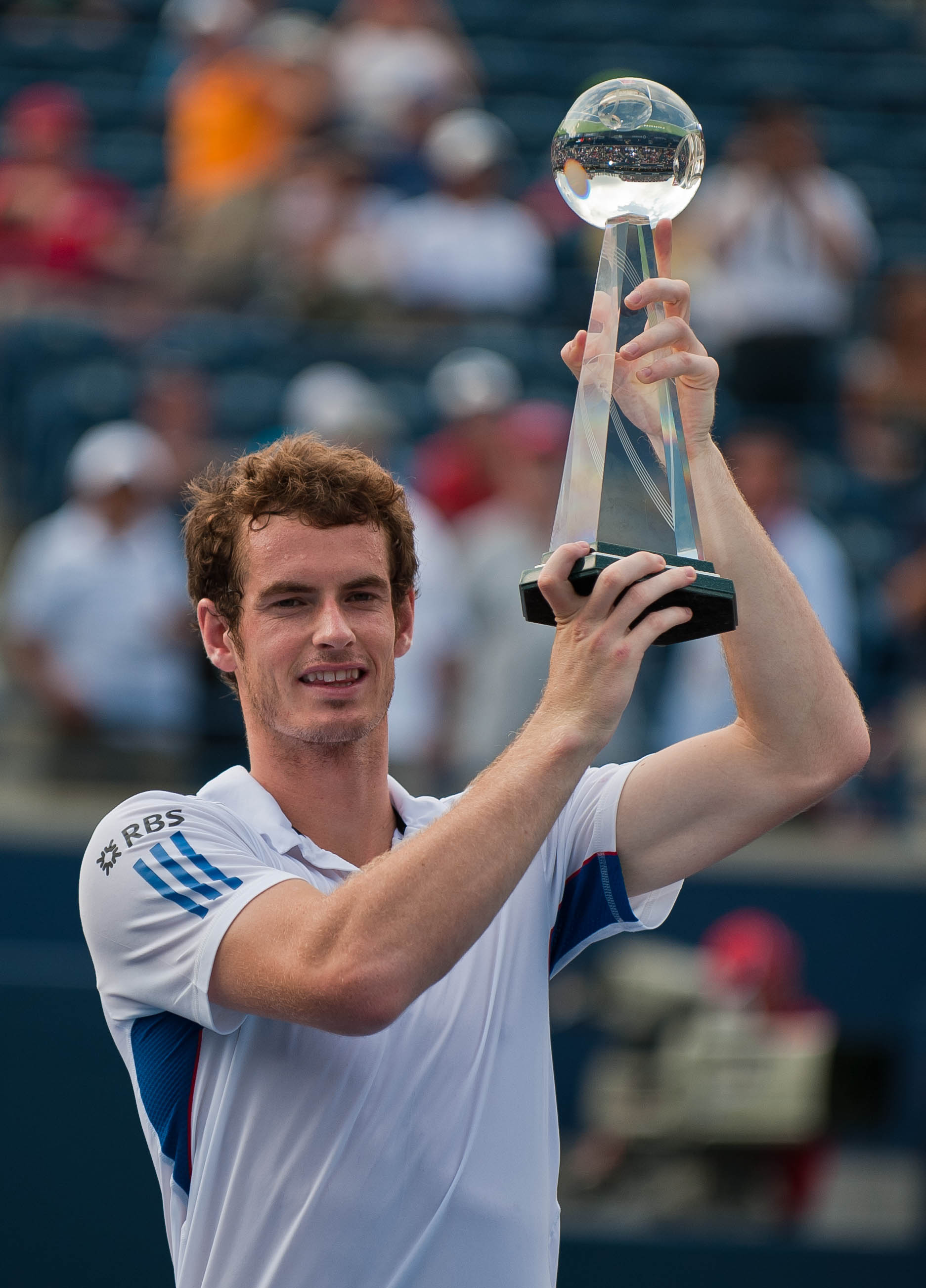
Andy Murray a ajuns pe locul 1 la simplu în noiembrie 2016. A câștigat 46 de titluri la simplu (inclusiv trei titluri de Grand Slam) și trei titluri la dublu. A câștigat două medalii olimpice de aur la simplu.

- Attila Balázs s-a alăturat circuitului profesionist în 2006 și a ajuns pe locul 76 la simplu, în martie 2020. Balázs și-a anunțat retragerea în februarie 2024.[10]
- Dustin Brown  s-a alăturat circuitului profesionist în 2002 și a ajuns pe locul 64 la simplu în octombrie 2016 și pe locul 43 la dublu în mai 2012. A câștigat două titluri la dublu. Brown a anunțat în ianuarie 2024 că se va retrage la finalul sezonului și și-a exprimat posibilitatea de a juca în mai multe evenimente.[11]
- Federico Delbonis s-a alăturat circuitului profesionist în 2007 și a ajuns pe locul 33 la simplu, în mai 2016. A câștigat două titluri la simplu și două la dublu. Delbonis și-a anunțat retragerea în ianuarie 2024 și a avut o ultimă apariție la profesioniști la Argentina Open 2024, la dublu, în pereche cu Facundo Bagnis.[12][13]
- Ryan Harrison s-a alăturat circuitului profesionist în 2007 și a ajuns pe locul 40 în carieră la simplu în iulie 2017 și pe locul 16 la dublu în noiembrie 2017. A câștigat un titlu la simplu și patru titluri la dublu, inclusiv un titlu major la French Open 2017  în parteneriat cu Michael Venus. Harrison și-a anunțat retragerea în ianuarie 2024.[14]
- Denis Istomin s-a alăturat circuitului profesionist în 2004 și a ajuns pe locul 33 la simplu în august 2012 și pe locul 59 la dublu în octombrie 2012. A câștigat două titluri la simplu și trei la dublu. Istomin și-a anunțat retragerea în februarie 2024.[15]
- Tatsuma Ito s-a alăturat circuitului profesionist în 2006 și a ajuns pe, locul 60 la simplu, în octombrie 2012. Ito a anunțat în aprilie 2024 că se va retrage la finalul sezonului.[16]
- Steve Johnson s-a alăturat circuitului profesionist în 2012 și a ajuns pe locul 21 la simplu în iulie 2016 și pe locul 39 la dublu în mai 2016. A câștigat patru titluri la simplu și două la dublu, precum și o medalie de bronz la Jocurile Olimpice de vară din 2016, în parteneriat cu Jack Sock. Johnson și-a anunțat retragerea în martie 2024 și a avut o ultimă apariție la profesioniști la Indian Wells Masters 2024.[17]
- Ivo Karlović  a intrat în circuitul profesionist în 1993 și a ajuns pe locul 14 la simplu în august 2008 și pe locul 44 la dublu în aprilie 2006. A câștigat opt titluri la simplu și două la dublu. Karlović și-a anunțat retragerea în februarie 2024, după doi ani și jumătate de inactivitate.[18]
- Wesley Koolhof s-a alăturat circuitului profesionist în 2008 și a ajuns pe locul 1 în carieră la dublu în noiembrie 2022. A câștigat 19 titluri la dublu, inclusiv un titlu major la Wimbledon 2023, în parteneriat cu Neal Skupski. Koolhof a anunțat în noiembrie 2023 că se va retrage la finalul sezonului.[19]
- John Millman s-a alăturat circuitului profesionist în 2006 și a ajuns pe locul 33 la simplu, în octombrie 2018. A câștigat un titlu la simplu. Millman și-a anunțat retragerea în noiembrie 2023 și a avut o ultimă apariție la profesioniști la Australian Open 2024.[20][21]
- Andy Murray s-a alăturat circuitului profesionist în 2005 și a ajuns pe locul 1 la simplu în noiembrie 2016 și locul 51 la dublu în octombrie 2011. Murray a câștigat patruzeci și șase de titluri la simplu (inclusiv trei titluri de Grand Slam) și trei titluri la dublu. El a fost, de asemenea, câștigătorul ATP World Tour Finals 2016 și a câștigat două medalii olimpice de aur la simplu. Murray și-a anunțat retragerea în iulie 2024, după Jocurile Olimpice de la Paris din 2024.[22]
- Rafael Nadal s-a alăturat circuitului profesionist în 2001 și a ajuns pe locul 1 în clasamentul carierei la simplu în august 2008. De asemenea, Nadal a ajuns pe locul 26 la dublu în august 2005. Nadal a câștigat nouăzeci și două de titluri în carieră, inclusiv douăzeci și două de Grand Slam-uri. Nadal și-a anunțat retragerea în octombrie 2024, ultimul său meci fiind în finala Cupei Davis, în noiembrie.[23]
- Lukáš Rosol s-a alăturat circuitului profesionist în 2004 și a ajuns pe locul 26 la simplu în septembrie 2014 și pe locul 37 la dublu în octombrie 2014. A câștigat două titluri la simplu și trei la dublu. Rosol și-a anunțat retragerea în aprilie 2024.[24]
- Artem Sitak s-a alăturat circuitului profesionist în 2001 și a ajuns pe locul 32 la dublu, în septembrie 2018. A câștigat cinci titluri la dublu. În ianuarie 2024, Sitak și-a făcut ultima apariție la profesioniști la Auckland Open 2024.[25]
- João Sousa s-a alăturat circuitului profesionist în 2008 și a ajuns pe locul 28 la simplu în mai 2016 și pe locul 26 la dublu în mai 2019. A câștigat patru titluri la simplu. Sousa și-a anunțat retragerea în februarie 2024 și a avut o ultimă apariție la profesioniști la Estoril Open 2024.[26]

## Reveniri
- Marc López, jucător de dublu și co-antrenor al lui Rafael Nadal, a revenit pentru un singur eveniment la Brisbane International 2024, fiind partenerul lui Nadal în turneul său de revenire. Cei doi au pierdut meciul de deschidere la 31 decembrie 2023.[27]
- Kamil Majchrzak a revenit în circuitul ITF Men's World Tennis Tour în ianuarie 2024, în urma expirării suspendării sale pentru dopaj.
- Noah Rubin a revenit pe tabloul de calificări al turneului Oeiras Indoors Challenger din 2024, după un an de absență din circuit.

## Distribuția punctelor
Punctele se acordă după cum urmează:
| Category                    | W                     | F                                    | SF                                   | QF | R16 | R32 | R64 | R128 | Q | Q3 | Q2 | Q1 |
| Grand Slam (128S)           | 2000                  | 1300                                 | 800                                  | 400 | 200 | 100 | 50 | 10 | 30 | 16 | 8 | 0 |
| Grand Slam (64D)            | 2000                  | 1200                                 | 720                                  | 360 | 180 | 90 | 0 | – | 25 | – | 0 | 0 |
| ATP Finals (8S/8D)          | 1500 (max) 1100 (min) | 1000 (max) 600 (min)                 | 600 (max) 200 (min)                  | 200 pentru victori meci round robin, +400 pentru victorie în semifinale, +500 pentru victorie în finală. | 200 pentru victori meci round robin, +400 pentru victorie în semifinale, +500 pentru victorie în finală. | 200 pentru victori meci round robin, +400 pentru victorie în semifinale, +500 pentru victorie în finală. | 200 pentru victori meci round robin, +400 pentru victorie în semifinale, +500 pentru victorie în finală. | 200 pentru victori meci round robin, +400 pentru victorie în semifinale, +500 pentru victorie în finală. | 200 pentru victori meci round robin, +400 pentru victorie în semifinale, +500 pentru victorie în finală. | 200 pentru victori meci round robin, +400 pentru victorie în semifinale, +500 pentru victorie în finală. | 200 pentru victori meci round robin, +400 pentru victorie în semifinale, +500 pentru victorie în finală. | 200 pentru victori meci round robin, +400 pentru victorie în semifinale, +500 pentru victorie în finală. |
| ATP Tour Masters 1000 (96S) | 1000                  | 650                                  | 400                                  | 200 | 100 | 50 | 30 | 10 | 20 | – | 10 | 0 |
| ATP Tour Masters 1000 (56S) | 1000                  | 650                                  | 400                                  | 200 | 100 | 50 | 10 | – | 30 | – | 16 | 0 |
| ATP Tour Masters 1000 (32D) | 1000                  | 600                                  | 360                                  | 180 | 90 | 0 | – | – | – | – | – | – |
| ATP Tour 500 (48S)          | 500                   | 330                                  | 200                                  | 100 | 50 | 25 | 0 | – | 16 | – | 8 | 0 |
| ATP Tour 500 (32S)          | 500                   | 330                                  | 200                                  | 100 | 50 | 0 | – | – | 25 | – | 13 | 0 |
| ATP Tour 500 (16D)          | 500                   | 300                                  | 180                                  | 90 | 0 | – | – | – | 45 | – | 25 | 0 |
| ATP Tour 250 (48S)          | 250                   | 165                                  | 100                                  | 50 | 25 | 13 | 0 | – | 8 | – | 4 | 0 |
| ATP Tour 250 (32S/28S)      | 250                   | 165                                  | 100                                  | 50 | 25 | 0 | – | – | 13 | – | 7 | 0 |
| ATP Tour 250 (16D)          | 250                   | 150                                  | 90                                   | 45 | 0 | – | – | – | – | – | – | – |
| United Cup                  | 500 (max)             | Pentru detalii, vezi United Cup 2024 | Pentru detalii, vezi United Cup 2024 | Pentru detalii, vezi United Cup 2024                                                                     | Pentru detalii, vezi United Cup 2024                                                                     | Pentru detalii, vezi United Cup 2024                                                                     | Pentru detalii, vezi United Cup 2024                                                                     | Pentru detalii, vezi United Cup 2024                                                                     | Pentru detalii, vezi United Cup 2024                                                                     | Pentru detalii, vezi United Cup 2024                                                                     | Pentru detalii, vezi United Cup 2024                                                                     | Pentru detalii, vezi United Cup 2024                                                                     |